# Zombiefilm

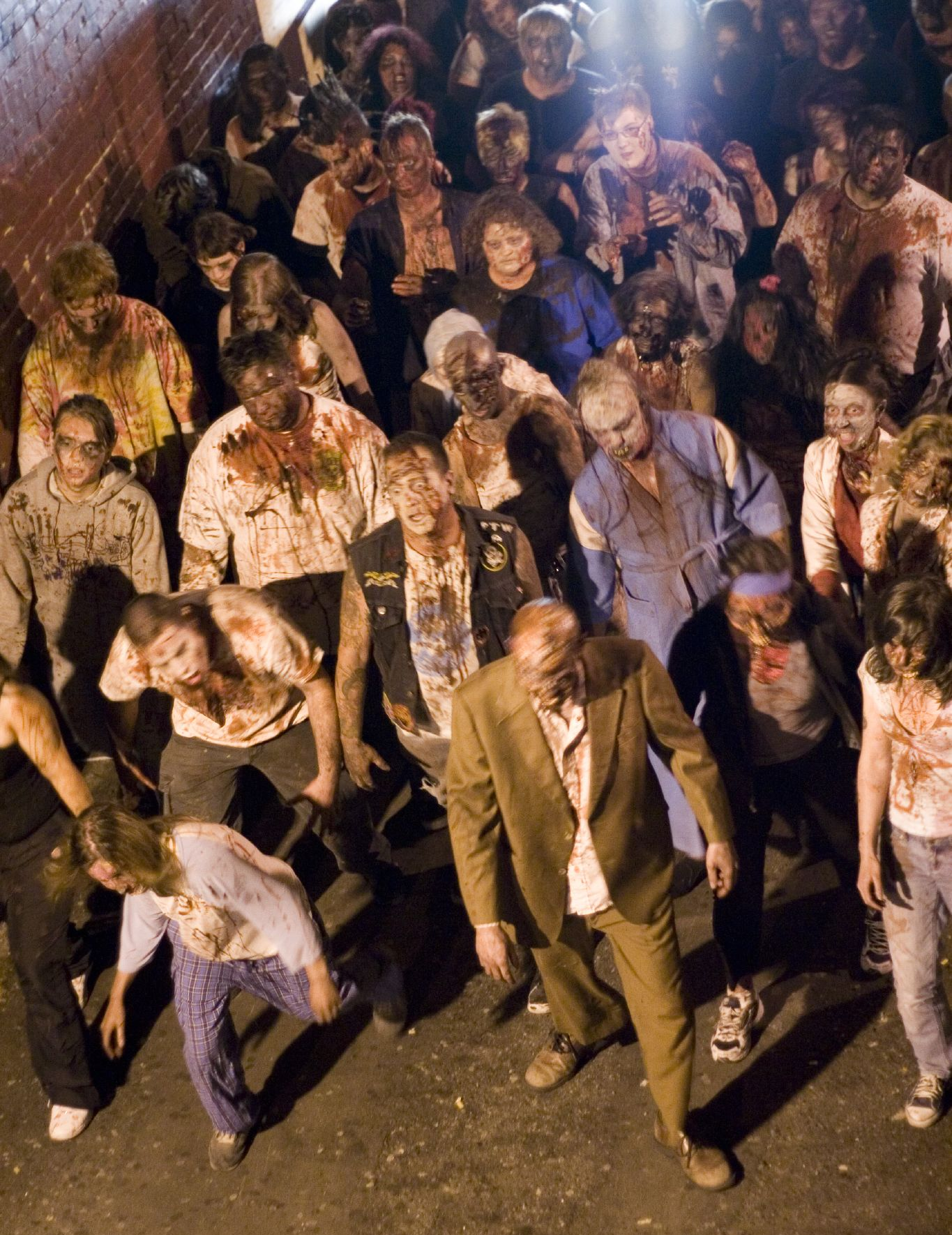
Statisten eines Zombie-Films während des Drehs von Meat Market 3 (2006)

Der Zombiefilm ist ein Subgenre des Horrorfilms. Die Auseinandersetzung mit dem Tod und Zerfall des menschlichen Körpers und die damit verbundene Angst, der Verstorbene würde in den Kreis der Lebenden zurückkehren, übt seit Anbeginn der Kulturgeschichte des Menschen eine besondere Faszination aus, die im Zombiefilm angepasst an aktuelle politische und gesellschaftliche Ereignisse immer wieder neu aufgenommen und verarbeitet wurde. Lebende bzw. wiederbelebte Tote bzw. Untote werden praktisch seit Beginn der Filmgeschichte porträtiert und mittlerweile in verschiedenen Interpretationen dargestellt.

## Stellung innerhalb des Horrorfilms

### Ausrichtungen des Horrorfilms
Die Essenz des Horrorfilms ist die explizit dargestellte Bedrohung menschlicher Existenz durch totale Vernichtung und hat zwei fundamentale Ausrichtungen:
- der Horror endet mit dem biologischen Tod der Bedrohung: Zu dieser Richtung gehören die Horrorfilme, die eher realitätsnah angesiedelt sind und mit Genres wie Krimi oder Tierfilm überlappen, wie z. B. Serienmörder- oder Tierhorrorfilme (Psycho, Der weiße Hai).
- der Horror beginnt mit dem biologischen Tod einer Bedrohung: Zu dieser Richtung gehören vorwiegend Horrorfilme, die eher metaphysisch angesiedelt sind, wie die Geister- und/oder Fluchfilme (z. B. Die Mumie, Poltergeist, Der Fluch – The Grudge).

### Sonderfall Untotenfilm
Die Untotenfilme, zu denen außer dem Zombiefilm etwa noch der Mumienfilm gehört, bilden einen Sonderfall. Die frühen Filmemacher legten den Zombiefilm in die Tradition des Geisterspuks und Voodoos und wiesen ihm damit zunächst einen Platz in der zweiten Ausrichtung zu. In neuerer Zeit definierten die Filmemacher den Untoten neu und nahmen biologische Themen wie Infektionen mit Krankheiten als Grund einer bedrohlichen Transformation an und erschufen den Infiziertenfilm. Damit spalteten sie den Untotenfilm selbst in zwei Ausrichtungen, denn der Zombiefilm steht streng genommen aber nach wie vor in der unteren Ausrichtung, die Variante des Infiziertenfilms aber in der oberen und überlappt so mit anderen Genres wie dem des Krankheitsfilms (z. B. Outbreak – Lautlose Killer) und des Mutantenfilms wie The Hills Have Eyes. Dazu analog findet sich übrigens auch unter Vampirfilmen, die in das Untotengenre fallen (Twilight – Biss zum Morgengrauen ist wohl nicht einmal überhaupt ein Horrorfilm), immer häufiger die Infizierten- oder Mutantenvariante (z. B. Daybreakers oder Underworld).

## Ästhetik
Von allen Variationen des Untotenfilms gehört der Zombiefilm zusammen mit dem Mumienfilm zu denjenigen, die in der filmischen Bildsprache in der Darstellung die größte visuelle Bandbreite zulassen, da keine der anderen Untotenfilmarten so eine Menge an schockierenden optischen Effekten am menschlichen Körper möglich macht wie dieses Subgenre. Die verschiedenen Grade der Verwesung geben den Filmemachern die Möglichkeit, mit dem Entsetzen und Ekel der Zuschauer angesichts des schonungslos offengelegten Verfalls des menschlichen Körpers zu spielen. Sowohl der Vampirfilm als auch der Infiziertenfilm stoßen in der visuellen Umsetzung körperlichen Verfalls als handlungslosem Selbstzweck an ihre Grenzen. Zwar kommen in vielen Produktionen ebenfalls Gore-Effekte vor, aber der Grusel ist in diesen Subgenres immer an einer aktiven Handlung der Protagonisten ausgerichtet und nicht auf den passiven Zerfall an sich als ängstigendes Alleinstellungsmerkmal, das streng genommen eine Handlung überflüssig macht. Allein der Geisterfilm kann sich mit der Freiheit der Darstellung visueller Effekte noch mit dem Zombiefilm messen. Da aber Geisterfilme stets in das Metaphysische ragen, verlangt es von den Filmemachern in der Regel inhaltlich mehr, um nicht ins Märchenhafte zu driften. So wird in Geisterfilmen trotz allen darstellbaren Grusels die visuelle Erscheinung des Geistes ebenfalls dem Horror seiner Handlung und Ziele untergeordnet. Im speziellen Fall des Mumienfilms ist die Zombiethematik an einen eigenen, meist historisierenden Subtext gebunden und konnte sich, anders als der klassische Zombiefilm, nicht aus seinem metaphysischen Kontext herauslösen. Der Mumienfilm hat sich als Horrorfilm daher nicht so durchsetzen können wie der klassische Zombiefilm und hat sich auch seit seinen Anfängen thematisch und visuell kaum weiterentwickelt. Stattdessen driftete er in gegenwärtigen Interpretationen des Themas, wie in dem Film Die Mumie aus dem Jahr 1999, eher in den Bereich des Abenteuer-, wenn nicht gar Comedyfilms ab, in welchen die eigenen Klischees eher als ironisches Zitat perpetuiert werden, denn als echtes Horrorelement benutzt. Der Literaturkritiker Denis Scheck interpretiert den amerikanischen Zombiefilm als „schärfste Form der Kapitalismuskritik“, indem die Zombies, die in Supermärkten auftauchen, als Metapher für den „willenlosen Konsumenten“ stünden.

## Entwicklung des Zombiefilms
Die ersten Auseinandersetzungen mit wiederbelebten Toten waren in den frühen Horrorfilmen von literarischen Vorlagen geprägt, da die Thematik seit Jahrhunderten ein Thema der menschlichen Urangst ist und sich die frühen Filmemacher zunächst an klassische Vorgaben hielten.

### Wiederbelebte Tote im Film
Die erste filmische Interpretation des Themas lieferte 1920 der deutsche Stummfilm Das Cabinet des Dr. Caligari. Im Rahmen der amerikanischen Besatzung Haitis, zwischen 1915 und 1934, erhielt die westliche Welt anhand subjektiver Berichte der Besatzer Kenntnis über die örtliche Kultur, zu der eben auch der Zombie Mythos gehört. In frühen Filmen wurde zudem die Manipulation des Menschen durch unkontrollierte Wissenschaft thematisiert. So standen die frühen Untoten-Filme auch in einem großen Themen-Kontext zusammen mit Filmen wie Metropolis von 1927. Metropolis hat ebenfalls einen größenwahnsinnigen Wissenschaftler als Thema, der einen künstlichen Menschen schafft und dadurch versucht, ein versklavtes Menschenheer zu manipulieren, das durch Arbeit und Maschinen unterdrückt wird. Fritz Langs Film zitiert stark aus der Untoten-Thematik, da er den Wissenschaftler seine „Maria“ als lebendes Abbild einer Verstorbenen erschaffen lässt, interpretiert sie aber als Roboter, der eine nicht näher definierte Menschenhülle trägt. Er rückte die Figur dadurch inhaltlich weg vom reinen Zombie, legte aber damit den Grundstein für Science-Fiction-Filme, in welchen menschliche Körper von fremden Mächten in Besitz genommen oder nachgeahmt werden, um zu manipulieren und Terror auszuüben, wie in der Terminator-Reihe oder den Verfilmungen von Jack Finneys Roman Die Körperfresser kommen. Dieses Subgenre der Science-Fiction weist auch durch seine ästhetischen Möglichkeiten und Interpretationen starke Schnittmengen zum Zombiefilm auf. All diese frühen Filme prägten später ihre eigenen Genres und Subgenres, hier aber liegt ihre gemeinsame Wurzel. Nosferatu – Eine Symphonie des Grauens von 1922 stand als metaphysischer Untotenfilm erst einmal alleine da. Hier wird aber auch schon die spätere Spaltung in realitätsnahe und phantastische Ausrichtung des Untotenfilms ersichtlich.

### Der erste klassische Zombie
Die ersten Zombies im Film, die dem klassischen Bild am nächsten waren, waren vor allem vom Klischee des Voodoo-Kults geprägt. So waren die Zombies verwandelte Menschen, aber auch Tote, die unter dem Einfluss eines Zauberers standen. Sie bewegten sich meist schwerfällig und wurden dazu benutzt, niedrige Arbeiten zu verrichten. Das Motiv des Zauberers war meist Rache. Prägend war hier vor allem die Darstellung der Zombies im Film White Zombie (1932).
Eine weitere Art von Zombiefilmen entstand durch die angeblichen UFO-Sichtungen in den USA und die Entstehung des Science-Fiction-Films. Hier waren die Zombies von Außerirdischen gesteuerte Marionetten, die die Erde auf eine Invasion vorbereiten sollten. Prägend war die 12-teilige Miniserie Zombies of the Stratosphere. Ob diese Invasionsfilme zur Zombiefilm-Chronologie zu zählen sind, ist in der Fachpresse umstritten.
Wenn möglich ist der deutsche Titel angegeben. Wenn der Film im deutschsprachigen Raum nicht veröffentlicht wurde, so wird der Titel kursiv angegeben.
Diese frühen Zombiefilme begründeten jedoch noch kein eigenes Subgenre.
| Filmtitel                                                                       | Land                   | Jahr | Regisseur                    | Anmerkung |
| ------------------------------------------------------------------------------- | ---------------------- | ---- | ---------------------------- | --- |
| The White Zombie                                                                | USA                    | 1932 | Victor Halperin              | mittlerweile als Public Domain erhältlich |
| The Scotland Yard Mystery                                                       | Vereinigtes Königreich | 1934 | Thomas Bentley               | US-Titel: „The Living Dead“ |
| Ouanga                                                                          | USA                    | 1936 | George Terwilliger           | Alternativtitel: „The Love Wanga“ |
| Revolt of the Zombies                                                           | USA                    | 1936 | Victor Halperin              | mittlerweile als Public Domain erhältlich |
| Die Rache des Toten                                                             | USA                    | 1936 | Michael Curtiz               | Originaltitel: „The Walking Dead“ |
| Das zweite Leben des Dr. X                                                      | USA                    | 1939 | Vincent Sherman              | |
| The Ghost Breakers                                                              | USA                    | 1940 | George Marshall              | Komödie, bei der Zombies eine Nebenrolle spielen |
| Herr der Zombies – Insel der lebenden Toten                                     | USA                    | 1941 | Jean Yarbrough               | Erste Zombie-Komödie, mittlerweile als Public Domain erhältlich Alternativtitel: „Herr der Zombies – Das Land der lebenden Toten“ und „King Of The Zombies“  |
| The Living Ghost                                                                | USA                    | 1942 | William Beaudine             | |
| Bowery at Midnight                                                              | USA                    | 1943 | Wallace Fox                  | umstritten, mittlerweile als Public Domain erhältlich |
| Ich folgte einem Zombie                                                         | USA                    | 1943 | Jacques Tourneur             | |
| Revenge of the Zombies                                                          | USA                    | 1943 | Steve Sekely                 | |
| The Mad Ghoul                                                                   | USA                    | 1943 | James Hogan                  | |
| Voodoo Man                                                                      | USA                    | 1944 | William Beaudine             | |
| Zombies on Broadway                                                             | USA                    | 1945 | Gordon Douglas               | |
| Zombies of the Stratosphere                                                     | USA                    | 1952 | Fred C. Brannon              | 12-teilige Miniserie, unter dem Filmtitel Des Satans Satellit wurde ein 78-minütiger Spielfilm aus der Serie zusammengeschnitten                             |
| Starr vor Angst                                                                 | USA                    | 1953 | George Marshall              | Remake von The Ghost Breakers |
| Voodoo Island                                                                   | USA                    | 1957 | Reginald Le Borg             | |
| Zombies of Mora Tau                                                             | USA                    | 1957 | Edward L. Cahn               | |
| Voodoo Woman                                                                    | USA                    | 1957 | Edward L. Cahn               | |
| Das Grab des Dr. Caligari                                                       | Mexiko                 | 1958 | Miguel M. Delgado            | Spanisches Remake des Films von 1920 |
| I Bury the Living                                                               | USA                    | 1958 | Albert Band                  | |
| The Brain Eaters                                                                | USA                    | 1958 | Bruno VeSota                 | |
| Die vier Schädel des Jonathan Drake                                             | USA                    | 1959 | Edward L. Cahn               | |
| Invisible Invaders                                                              | USA                    | 1959 | Edward L. Cahn               | |
| Night of the Ghouls                                                             | USA                    | 1959 | Ed Wood                      | |
| Plan 9 aus dem Weltall                                                          | USA                    | 1959 | Ed Wood                      | |
| Teenage Zombies                                                                 | USA                    | 1959 | Jerry Warren                 | mittlerweile als Public Domain erhältlich |
| Stadt der Toten                                                                 | Vereinigtes Königreich | 1960 | John Llewellyn Moxey         | Alternativtitel: „Horror Hotel“ |
| The Cape Canaveral Monsters                                                     | USA                    | 1960 | Phil Tucker                  | |
| Muñecos Infernales                                                              | Mexiko                 | 1961 | Benito Alazraki              | |
| Santo Contra los Zombis                                                         | Mexiko                 | 1961 | Benito Alazraki              | |
| The Dead One                                                                    | USA                    | 1961 | Barry Mahon                  | |
| À meia-noite levarei sua alma                                                   | Brasilien              | 1963 | José Majica Marins           | |
| Roma contro Roma                                                                | Italien                | 1963 | Giuseppe Vari                | Englische Titel: „War of the Zombies“, „The Zombie Legion“ und „Night Star, Goddess of Electra“                                                              |
| The Incredibly Strange Creatures Who Stopped Living and Became Mixed-Up Zombies | USA                    | 1964 | Ray Dennis Steckler          | |
| The Last Man on Earth                                                           | USA                    | 1964 | Ubaldo Ragona, Sidney Salkow | Die erste Verfilmung des Roman I am Legend von Richard Matheson gilt als stilistisches Vorbild für George A. Romeros Genreklassiker Night of the Living Dead |
| Planet der Vampire                                                              | Italien, Spanien       | 1965 | Mario Bava                   | Astronauten infizieren sich |
| 5 tombe per un medium                                                           | Italien                | 1965 | Massimo Pupillo              | |
| Nächte des Grauens                                                              | Vereinigtes Königreich | 1966 | John Gilling                 | |

## 1968 bis 1977
Mit dem Erscheinen von Die Nacht der lebenden Toten 1968 wandelte sich das Zombiebild gravierend. Der Film begründete das Subgenre Zombiefilm, wie es heute verstanden wird. Der Zombie wurde zu einem Synonym für einen menschenfressenden Untoten, der alleine von seinem Hunger nach Menschenfleisch getrieben wurde. Bis auf wenige Ausnahmen (beispielsweise Braindead und die Re-Animator-Serie) kann der Zombie nur vernichtet werden, wenn man sein Gehirn irreparabel beschädigt. Zombies entstehen nun auch nur noch selten durch einen Zauber, sondern durch radioaktive Verseuchung, einen atomaren Krieg oder durch menschliches Versagen.
Der spanische Horrorfilm konnte mit der Reitende-Leichen-Filmreihe von Amando de Ossorio ebenfalls wichtige Akzente setzen. Die Zombies sind hier die Leichen der sagenumwobenen Tempelritter, die sich für ihre Ermordung rächen wollen.
| Filmtitel                                                                   | Land                               | Jahr | Regisseur                        | Anmerkung |
| --------------------------------------------------------------------------- | ---------------------------------- | ---- | -------------------------------- | --- |
| Die Nacht der lebenden Toten                                                | USA                                | 1968 | George A. Romero                 | |
| Astro-Zombies – Roboter des Grauens                                         | USA                                | 1969 | Ted V. Mikels                    | |
| Die Nacht der reitenden Leichen                                             | Spanien, Portugal                  | 1971 | Amando de Ossorio                | |
| I Eat Your Skin                                                             | USA                                | 1971 | Del Tenney                       | Alternativtitel: „Zombies“ und „Voodoo Blood Bath“ und „The Swamp of the Ravens“                                        |
| Todeskult (La muerte viviente)                                              | USA, Mexiko                        | 1971 | Juan Ibáñez, Jack Hill           | einer der letzten Zombiefilme mit Voodoo-Hintergrund, englische Titel: „Cult of the Dead“ und „Isle of the Dead People“ |
| Children Shouldn’t Play with Dead Things                                    | USA                                | 1972 | Bob Clark                        | |
| Der Totenchor der Knochenmänner                                             | Italien, Spanien                   | 1972 | José Luis Merino                 | Alternativtitel: „Die Bestie aus dem Totenreich“                                                                        |
| Garden of the Dead                                                          | USA                                | 1972 | John Hayes                       | |
| Geschichten aus der Gruft                                                   | Vereinigtes Königreich             | 1972 | Freddie Francis                  | Episodenfilm, in einer Episode kommt ein Zombie vor                                                                     |
| Blutmesse für den Teufel                                                    | Spanien                            | 1973 | Carlos Aured                     | |
| Der Frosch                                                                  | Vereinigtes Königreich             | 1973 | Don Sharp                        | |
| Die Mörderbestien                                                           | Italien                            | 1973 | Joe D’Amato                      | |
| Die Rebellion der lebenden Leichen                                          | Spanien                            | 1973 | León Klimovsky                   | Alternativtitel: „Blutrausch der Zombies“ und „Die Beschwörung des Teufels“                                             |
| Die Rückkehr der reitenden Leichen                                          | Spanien                            | 1973 | Amando de Ossorio                | Zweiter Teil der Reitenden-Leichen-Filmreihe                                                                            |
| Eine Jungfrau in den Krallen der Zombies                                    | Italien, Frankreich, Liechtenstein | 1973 | Jess Franco                      | |
| Messias des Bösen                                                           | USA                                | 1973 | Willard Huyck                    | |
| The Invasion of the Dead (Blue Demon y Zovek en La invasión de los muertos) | Mexiko                             | 1973 | René Cardona senior              | |
| Woodoo – Inferno des Grauens                                                | Spanien                            | 1973 | Amando de Ossorio                | |
| Beschwörung                                                                 | USA                                | 1974 | Paul Harrison                    | Mischung aus Spuk- und Zombiefilm                                                                                       |
| Corpse Eaters                                                               | Kanada                             | 1974 | Donald R. Passmore, Klaus Vetter | ' |
| Das Geisterschiff der schwimmenden Leichen                                  | Spanien                            | 1974 | Amando de Ossorio                | Dritter Teil der Reitenden-Leichen-Filmreihe                                                                            |
| Dead of Night – Nacht des Terrors                                           | USA, Kanada                        | 1974 | Bob Clark                        | |
| Die schwarzen Zombies von Sugar Hill                                        | USA                                | 1974 | Paul Maslansky                   | Blaxploitation-Film |
| Das Blutgericht der reitenden Leichen                                       | Spanien                            | 1975 | Amando de Ossorio                | Vierter und letzter Teil der Reitenden-Leichen-Reihe                                                                    |
| Das Leichenhaus der lebenden Toten                                          | Italien, Spanien                   | 1975 | Jorge Grau                       | Alternativtitel: „Invasion der Zombies“                                                                                 |
| Die Toten sterben nicht                                                     | USA                                | 1975 | Curtis Harrington                | Literaturverfilmung von Robert Bloch                                                                                    |
| Frozen Scream                                                               | USA                                | 1975 | Frank Roach                      | Hier ist ein Mad Scientist für die Untoten verantwortlich.                                                              |
| La perversa caricia de Satán (Devil’s Kiss)                                 | Spanien                            | 1975 | Jordi Gigó                       | |
| Lord Shango                                                                 | USA                                | 1975 | Ray Marsh                        | |
| Vudú sangriento (Voodoo Black Exorcist)                                     | Spanien                            | 1975 | Manuel Caño                      | |
| Revenge of the Zombies                                                      | Singapur, Hongkong, Indonesien     | 1976 | Ho Meng Hua                      | Alternativtitel: „Black Magic“ und „Ghost Story“                                                                        |
| La fille à la fourrure                                                      | Frankreich                         | 1977 | Claude Pierson                   | |
| Shock Waves – Die aus der Tiefe kamen                                       | USA                                | 1977 | Ken Wiederhorn                   | |
| The Child – Tochter des Bösen                                               | USA                                | 1977 | Robert Voskanian                 | |

## 1978 bis 1991
1978 entstand George A. Romeros Klassiker Zombie (Dawn of the Dead) und löste eine beispiellose Welle an Nachahmern und Epigonen aus. Es sollte der letzte Film der Zombie-Reihe von Romero sein, der genredefinierend wirkte. In den 1980ern entstand außerdem eine Vielzahl von Horrorkomödien, die mit dem Zombie-Klischee spielte. Hier muss die Return-of-the-Living-Dead-Reihe genannt werden. In den 1990ern verlor der Zombiefilm immer mehr an Bedeutung. Insbesondere im deutschen Amateur- und Independent-Bereich (beispielsweise bei Andreas Schnaas und Olaf Ittenbach) blieb er aber dennoch wichtig.
| Filmtitel                                                         | Land                             | Jahr | Regisseur                                          | Anmerkung                                                                                          |
| ----------------------------------------------------------------- | -------------------------------- | ---- | -------------------------------------------------- | -------------------------------------------------------------------------------------------------- |
| Zombie                                                            | USA, Italien                     | 1978 | George A. Romero                                   | Alternativtitel: „Dawn of the Dead“                                                                |
| Foltermühle der gefangenen Frauen                                 | Frankreich                       | 1978 | Jean Rollin                                        | Alternativtitel: „Pestizide – Stadt der Zombies“ und „Zombis geschändete Frauen“                   |
| Within the Woods                                                  | USA                              | 1978 | Sam Raimi                                          | Kurzfilm mit Anlehnung an Evil Dead Trilogie, der auch als inoffizieller Teil dessen gilt.         |
| Woodoo – Die Schreckensinsel der Zombies (Originaltitel: Zombi 2) | Italien                          | 1979 | Lucio Fulci                                        | |
| Crying Fields                                                     | USA                              | 1980 | Charles McCrann                                    | Alternativtitel: „Toxic Zombies“                                                                   |
| Die Hölle der lebenden Toten                                      | Italien                          | 1980 | Bruno Mattei (als Vincent Dawn)                    | |
| Die Rückkehr der Zombies (Le notti del terrore)                   | Italien                          | 1980 | Andrea Bianchi                                     | Alternativtitel: „Zombie 3 – Die Rückkehr der Zombies“                                             |
| Ein Zombie hing am Glockenseil                                    | Italien                          | 1980 | Lucio Fulci                                        | |
| Großangriff der Zombies                                           | Italien, Spanien                 | 1980 | Umberto Lenzi                                      | |
| In der Gewalt der Zombies (Le notti erotiche dei morti viventi)   | Italien                          | 1980 | Joe D’Amato                                        | Zombiefilm mit pornographischen Szenen                                                             |
| Kinder des Todes                                                  | USA                              | 1980 | Max Kalmanowicz                                    | |
| Sumpf der lebenden Toten                                          | Spanien, Frankreich              | 1980 | Jean Rollin (als J.A. Laser) und Julian de Laserna | Alternativtitel: „Zombie Lake“, Originaltitel: „Le Lac des morts vivants“                          |
| Terrorgang                                                        | Spanien                          | 1980 | Tomás Aznar                                        | |
| Zombies unter Kannibalen                                          | Italien                          | 1980 | Marino Girolami                                    | |
| Heavy Metal                                                       | USA                              | 1981 | Gerald Potterton                                   | in einer Episode des Zeichentrickfilms kommen Zombies vor                                          |
| Insel der Zombies                                                 | Italien, Dominikanische Republik | 1981 | Joe D’Amato                                        | Alternativtitel: „Porno Holocaust“                                                                 |
| Kung Fu Zombie                                                    | Hongkong                         | 1981 | Hwa I-Hung                                         | |
| Nacht der Zombies                                                 | USA                              | 1981 | Joel M. Reed                                       | Alternativtitel: „Zombie War Games“ und „Night of the Zombies“                                     |
| Tot & begraben                                                    | USA                              | 1981 | Gary Sherman                                       | |
| Über dem Jenseits                                                 | Italien                          | 1981 | Lucio Fulci                                        | Alternativtitel: „Die Geisterstadt der Zombies“                                                    |
| Creepshow                                                         | USA                              | 1982 | George A. Romero                                   | Episodenfilm, Zombies kommen in der Episode 1 (Vatertag) und Episode 3 (Weggespült) vor            |
| Dünyayı Kurtaran Adam (Son Of The Man Who Saved The World)        | Türkei                           | 1982 | Çetin İnanç                                        | türkischer Science-Fiction-Film mit Zombies in einer Nebenrolle                                    |
| The Aftermath                                                     | USA                              | 1982 | Steve Barkett                                      | |
| Ein Sprung in der Schüssel                                        | USA                              | 1983 | Chris Bearde                                       | Horrorkomödie                                                                                      |
| Oase der Zombies                                                  | Frankreich                       | 1983 | Jess Franco (als A.M. Frank)                       | |
| Thriller                                                          | USA                              | 1983 | John Landis                                        | Musikvideo von Michael Jackson                                                                     |
| Insel des Terrors                                                 | USA                              | 1984 | John N. Carter                                     | Alternativtitel: „Zombie Island Massacre“                                                          |
| Mutant II                                                         | USA                              | 1984 | John ‘Bud’ Cardos                                  | |
| Creeps – Eine unheimliche Geisternacht                            | USA                              | 1985 | Jack Bender                                        | Alternativtitel: „The Return of the Living Zombies“, Komödie mit Zombies, Vampiren und Werwölfen   |
| Dämonen 2                                                         | Italien                          | 1985 | Lamberto Bava                                      | Alternativtitel: „Dance of the Demons“                                                             |
| Friedhof des Satans                                               | Mexiko                           | 1985 | Ruben Galindo Jr.                                  | |
| Hardrock-Zombies                                                  | USA                              | 1985 | Krishna Sha                                        | Alternativtitel: „Heavy Metal Zombies“                                                             |
| Re-Animator                                                       | USA                              | 1985 | Stuart Gordon                                      | |
| Rebellen des Grauens                                              | USA                              | 1985 | Armand Mastroianni                                 | |
| Verdammt, die Zombies kommen                                      | USA                              | 1985 | Dan O’Bannon                                       | Erster Teil der Return-of-the-Living-Dead-Reihe und eine der ersten Splatterkomödien               |
| Zombie 2                                                          | USA                              | 1985 | George A. Romero                                   | Abschluss der Living-Dead-Reihe von Romero                                                         |
| Brigade des Schreckens                                            | Australien                       | 1986 | Carmelo Musca, Barrie Pattison                     | Alternativtitel: „Zombie Brigade“                                                                  |
| Die Nacht der Creeps                                              | USA                              | 1986 | Fred Dekker                                        | |
| House – Das Horrorhaus                                            | USA                              | 1986 | Steve Miner                                        | |
| Spookies – Die Killermonster                                      | USA, Niederlande                 | 1986 | Genie Joseph (als Eugenie Joseph)                  | |
| Atomic Thrill                                                     | USA                              | 1987 | John Elias Michalakis                              | Alternativtitel: „I Was A Teenage Zombie“                                                          |
| Blood Diner                                                       | USA                              | 1987 | Jackie Kong                                        | |
| Die Rückkehr der lebenden Toten (La Revanche des mortes vivantes) | Frankreich                       | 1987 | Pierre B. Reinhard                                 | Alternativtitel: „Die Rache der lebenden Toten“                                                    |
| Die Schlange im Regenbogen                                        | USA                              | 1987 | Wes Craven                                         | Rückgriff auf den Zombiefilm der 1930er Jahre                                                      |
| House II – Das Unerwartete                                        | USA                              | 1987 | Ethan Wiley                                        | Fortsetzung zu House – Das Horrorhaus aus 1986                                                     |
| Killing Birds                                                     | Italien                          | 1987 | Claudio Lattanzi                                   | |
| Redneck Zombies                                                   | USA                              | 1987 | Pericles Lewnes                                    | Amateurfilm                                                                                        |
| Zombie – Bloody Demons                                            | USA                              | 1987 | Robert Scott                                       | Alternativtitel: „The Video Dead“                                                                  |
| Zombie Nightmare                                                  | Kanada                           | 1987 | Jack Bravman                                       | |
| Dead Heat                                                         | USA                              | 1988 | Mark Goldblatt                                     | |
| Flesh Eater                                                       | USA                              | 1988 | S. William Hinzman                                 | Alternativtitel: „Zombie Nosh“                                                                     |
| Flesh Eating Mothers                                              | USA                              | 1988 | James Aviles Martin                                | |
| Reise zurück in der Zeit                                          | USA                              | 1988 | Anthony Hickox                                     | Horrorkomödie mit Motiven aus dem Zombiefilm Alternativtitel: „Waxwork“                            |
| Toll treiben es die wilden Zombies                                | USA                              | 1988 | Ken Wiederhorn                                     | Zweiter Teil der Return-of-the-Living-Dead-Reihe                                                   |
| Zombie III                                                        | Italien                          | 1988 | Lucio Fulci, Bruno Mattei, Claudio Fragasso        | Lucio Fulci stieg während der Dreharbeiten aus                                                     |
| C.H.U.D. – Das Monster lebt                                       | USA                              | 1989 | David Irving                                       | |
| Das Böse ist wieder da                                            | Italien                          | 1989 | Claudio Fragasso (als Clyde Anderson)              | Alternativtitel: „Zombie 4 – After Death“                                                          |
| Dead Pit                                                          | USA                              | 1989 | Brett Leonard                                      | |
| Friedhof der Kuscheltiere                                         | USA                              | 1989 | Mary Lambert                                       | Literaturverfilmung nach Stephen King                                                              |
| Hoffnung auf Eis (The Chilling)                                   | USA                              | 1989 | Deland Nuse, Jack A. Sunseri                       | |
| House 3 (The Horror House)                                        | USA                              | 1989 | James Isaac                                        | zweite Fortsetzung zu House – Das Horrorhaus aus 1986 Alternativtitel: House III – The Horror Show |
| Nightlife                                                         | USA                              | 1989 | David Acomba                                       | |
| Ozone: The Attack of the Redneck Mutants                          | USA                              | 1989 | Matt Devlen                                        | |
| The Dead Next Door                                                | USA                              | 1989 | J. R. Bookwalter                                   | Independentfilm                                                                                    |
| The Laughing Dead                                                 | USA                              | 1989 | S. P. Somtow                                       | |
| The Vineyard – Das Zombie Elixier                                 | USA, Kanada                      | 1989 | James Hong                                         | |
| Bride of Re-Animator                                              | USA                              | 1990 | Brian Yuzna                                        | Zweiter Teil der Re-Animator-Trilogie von Brian Yuzna                                              |
| Dead Men Don’t Die                                                | USA                              | 1990 | Malcolm Marmorstein                                | Komödie Alternativtitel: „Leichen leben länger“                                                    |
| Die Rückkehr der Untoten / Night of the Living Dead               | USA                              | 1990 | Tom Savini                                         | Remake von Die Nacht der lebenden Toten                                                            |
| Ghoul School                                                      | USA                              | 1990 | Timothy O’Rawe                                     | |
| Maniac Cop 2                                                      | USA                              | 1990 | William Lustig                                     | Fortsetzung zu Maniac Cop aus 1988                                                                 |
| Voodoo Blood                                                      | USA                              | 1990 | Steve Fierberg                                     | Alternativtitel: „The Wizard and the Zombies“                                                      |
| Zombie 90 – Extreme Pestilence                                    | Deutschland                      | 1990 | Andreas Schnaas                                    | Amateurfilm, komplett auf Englisch gedreht                                                         |
| Zombie Attack                                                     | Deutschland                      | 1990 | André Götz                                         | Amateurfilm                                                                                        |
| Army of Zombies                                                   | Finnland                         | 1991 | Olli Soinio                                        | Horrorkomödie                                                                                      |
| Black Zombies                                                     | Italien                          | 1991 | Umberto Lenzi                                      | Pseudofortsetzung zur Dämonen-Reihe von Lamberto Bava                                              |
| Hexenhaus – Blut für die Zombies                                  | USA                              | 1991 | James Riffel                                       | |
| Manchmal kommen sie wieder                                        | USA                              | 1991 | Tom McLoughlin                                     | Literaturverfilmung nach einer Kurzgeschichte von Stephen King                                     |
| Nudist Colony of the Dead                                         | USA                              | 1991 | Mark Pirro                                         | |
| Spaceshift                                                        | USA                              | 1991 | Anthony Hickox                                     | Fortsetzung zu Reise zurück in der Zeit aus 1988 Alternativtitel: „Waxwork 2“                      |
| The Boneyard                                                      | USA                              | 1991 | James Cummins                                      | Alternativtitel: „Man Eaters“                                                                      |
| Zombie Cop                                                        | USA                              | 1991 | J. R. Bookwalter                                   | |
| Zombie Town (Chopper Chicks in Zombietown)                        | USA                              | 1991 | Dan Hoskins                                        | |

## 1992 bis 2001
Der neuseeländische Regisseur Peter Jackson revolutionierte mit seinem 1992 veröffentlichten Drittwerk Braindead ein weiteres Mal das Genre Zombiefilm. Die Horrorkomödie mit einer Großzahl an Splatter-Effekten
markierte den Beginn einer neuen Generation von Horrorkomödien. Insbesondere im deutschsprachigen Raum beeinflusste das Werk mehrere Amateurfilmer wie Andreas Schnaas und Olaf Ittenbach. Neue Impulse kamen auch aus Japan, wobei auch hier die Vermischung von Komik und Splatter im Vordergrund stand.
| Filmtitel                                 | Land                   | Jahr | Regisseur                                   | Anmerkung                                                           |
| ----------------------------------------- | ---------------------- | ---- | ------------------------------------------- | ------------------------------------------------------------------- |
| Braindead                                 | Neuseeland             | 1992 | Peter Jackson                               |                                                                     |
| Friedhof der Kuscheltiere II              | USA                    | 1992 | Mary Lambert                                | Fortsetzung zu „Friedhof der Kuscheltiere“                          |
| Armee der Finsternis                      | USA                    | 1993 | Sam Raimi                                   | zweite Fortsetzung zu Tanz der Teufel aus 1981                      |
| Armee der Zombies (Ghost Brigade)         | USA                    | 1993 | George Hickenlooper                         | Alternativtitel: „The Killing Box“ und „Grey Knight“                |
| Body Bags                                 | USA                    | 1993 | John Carpenter, Tobe Hooper                 | Episode 3                                                           |
| Maniac Cop 3                              | USA                    | 1993 | William Lustig                              | zweite Fortsetzung zu Maniac Cop aus 1988                           |
| Mein Freund, der Zombie                   | USA                    | 1993 | Bob Balaban                                 |                                                                     |
| Return of the Living Dead III             | USA                    | 1993 | Brian Yuzna                                 |                                                                     |
| Space Zombie Bingo!!!                     | USA                    | 1993 | George Ormrod                               |                                                                     |
| Wieder Ärger mit Bernie                   | USA                    | 1993 | Robert Klane                                | Fortsetzung zu Immer Ärger mit Bernie aus 1989                      |
| Zombie Genocide                           | Irland                 | 1993 | Andrew Harrison Khris Carville Daryll Sloan | Amateurfilm                                                         |
| Das Böse III                              | USA                    | 1994 | Don Coscarelli                              | zweite Fortsetzung zu Das-Böse-Reihe                                |
| DellaMorte DellAmore                      | Italien, Frankreich    | 1994 | Michele Soavi                               | Literaturverfilmung, basierend auf einer Novelle von Tiziano Sclavi |
| Shatter Dead                              | USA                    | 1994 | Scotter McCrae                              |                                                                     |
| Uncle Sam – I want you dead               | USA                    | 1996 | William Lustig                              |                                                                     |
| Gorex: The Zombi Horror Picture Show      | USA                    | 1997 | Ángel Mora Aragón                           |                                                                     |
| Plaga Zombie – The Beginning              | Argentinien            | 1997 | Pablo Parés, Hernán Sáez                    |                                                                     |
| Premutos – Der gefallene Engel            | Deutschland            | 1997 | Olaf Ittenbach                              | Amateurfilm                                                         |
| The Necro Files                           | USA                    | 1997 | Matt Jaissle                                |                                                                     |
| Zombie – The Resurrection                 | Deutschland            | 1997 | Holger Breiner, Torsten Lakomy              | Amateurfilm                                                         |
| Bio Zombie                                | Hongkong               | 1998 | Wilson Yip                                  |                                                                     |
| I, Zombie: The Chronicles of Pain         | Vereinigtes Königreich | 1998 | Andrew Parkinson                            |                                                                     |
| Phantasm IV                               | USA                    | 1998 | Don Coscarelli                              | dritte Fortsetzung der Das-Böse-Reihe                               |
| Scooby-Doo und die Gespensterinsel        | USA                    | 1998 | Jim Stenstrum                               | Zeichentrickfilm                                                    |
| Zombie – The Mission                      | Deutschland            | 1998 | Holger Breiner                              | Amateur-/Kurzfilm                                                   |
| Crossclub – The Legend of the Living Dead | Deutschland            | 1999 | Oliver Krekel                               |                                                                     |
| Die Killerhand                            | USA                    | 1999 | Rodman Flender                              |                                                                     |
| Kettensägen Zombies                       | Deutschland            | 1999 | Andreas Pape, Oliver Kellisch               |                                                                     |
| Mutation                                  | Deutschland            | 1999 | Marc Fehse                                  |                                                                     |
| Junk – Resident Zombie                    | Japan                  | 2000 | Atsushi Muroga                              |                                                                     |
| The Dead Hate the Living                  | USA                    | 2000 | Dave Parker                                 |                                                                     |
| Versus                                    | Japan, USA             | 2000 | Ryūhei Kitamura                             |                                                                     |
| Wild Zero                                 | Japan                  | 2000 | Tetsuro Takeuchi                            |                                                                     |
| Bones – Der Tod ist erst der Anfang       | USA                    | 2001 | Ernest R. Dickerson                         |                                                                     |
| Children of the Living Dead               | USA                    | 2001 | Tor Ramsey                                  | Amateurfilm mit Tom Savini                                          |
| Mutation 2 – Generation Dead              | Deutschland            | 2001 | Timo Rose                                   | Alternativtitel: „Mutation 2 – Die Generation des Todes“            |
| Plaga Zombie – Zone Mutante               | Argentinien            | 2001 | Pablo Parés, Hernán Sáez                    | Fortsetzung zu Plaga Zombie – The Beginning                         |
| Stacy – Angriff der Zombie-Schulmädchen   | Japan                  | 2001 | Naoyuki Tomomatsu                           |                                                                     |
| Zombie Cop vs. the Alien Terror           | Kanada                 | 2001 | Brian Singleton                             | 35 Min. Kurzfilm                                                    |

## 2002 bis 2009
Filme wie 28 Days Later und das Remake Dawn of the Dead richteten das Genre noch einmal neu aus. In den Vordergrund trat ein realitätsnahes Szenario. 28 Days later spaltete zudem das Genre in zwei Zweige. Der traditionelle Zweig behandelte den Zombie weiterhin als wiederbelebten Toten, der aktiv bekämpft werden muss und nicht mehr in die Welt der Lebenden zurückkehren kann, der neue Zweig nahm auf realistischere Szenarien einer Infektion Bezug, die lebende Menschen in unzurechnungsfähige Bestien mutieren lässt, aber durchaus die Möglichkeit einer Immunität oder gar Heilung in Betracht zog und die damit verbundene Rückkehr in den Kreis der Zivilisation mit einbezog. Der Hauptunterschied besteht darin, dass die Infizierten, anders als die Untoten, auch ohne aktive Bekämpfung des Menschen einem natürlichen Tod (erfrieren, ersticken, verbluten, ertrinken, verhungern oder verdursten) anheimfallen können, so dass anders als im traditionellen Genre erstmals die Möglichkeit einer passiven Bekämpfung aufgezeigt werden konnte.
Auf den neuen Zweig folgten viele vorzugsweise europäische Produktionen wie das spanische [●REC] oder der deutsche Rammbock. Der neue Zweig gab den Filmemachern die Möglichkeit, das Genre neu auszuloten, da er anders als die traditionellen Produktionen mehr inhaltliche Tiefe und diffizilere Geschichten abseits von reinem Gore möglich macht. Die Auseinandersetzung mit wesensverändernden Pandemien als Bedrohung der menschlichen Zivilisation ist an sich nicht neu. Schon Richard Matheson thematisierte in seinem Roman Ich bin Legende dieses Szenario. Die mehrfachen Verfilmungen seines Werkes wie Der Omega-Mann nahmen alle auf das Thema Bezug, nur wurde in den frühesten Verfilmungen eher ein Bezug zum Vampirismus hergestellt, da die Infizierten ein gewisses Bewusstsein behalten und trotz aller Aggression gegen die Menschheit in der Lage sind, eigene soziale Netzwerke und sogar ein eigenes Universum zu bilden, während im klassischen Untoten- und Boyle-Universum alle Zivilisation mit der Krankheit zerfällt.
In den Neuverfilmungen wie I Am Legend werden die Infizierten sowohl optisch als auch im Verhalten eher mit den Danny-Boyle-Infizierten gleichgesetzt, aber auch hier bleibt die Bewusstseins-Thematik, wenn auch nur rudimentär, erhalten. Alleine Romero befasste sich mit dem Zombie als eigenständigem Individuum und rückte die Persönlichkeit des Untoten in den Vordergrund, so thematisierte er in Zombie 2 einen Zombie, der in der Lage ist, sich an ein früheres Leben zu erinnern, und in Land of the Dead sogar eine ganze Kultur, die sich die Untoten geschaffen hatten und gegen die Lebenden verteidigten. Damit rückte er das Zombie-Thema wieder näher an Richard Matheson.
In Filmen wie Fido – Gute Tote sind schwer zu finden wurde das Thema der „Zivilisierung“ von Toten noch einmal ironisch aufgenommen. Insgesamt ist allen aktuellen Zombiefilmen eine realitätsnahes Infektionsszenario und das Fehlen metaphysischer und/oder religiöse Motive als Grund der Mutation gemein. Die Anpassung an ein realistisches Szenario wird immer mehr angestrebt.
In den letzten Jahren kommen vermehrt sogenannte Mockbuster, meist billig produzierte, sehr trashige Zombiefilme auf den Markt. Diese haben den Gehalt und zum Verwechseln ähnliche Titel wie vorige bekannten (Zombie-)Filme. Das hat einen marketingtechnischen Hintergrund.
| Filmtitel                                           | Land                                                 | Jahr | Regisseur                              | Anmerkung |
| --------------------------------------------------- | ---------------------------------------------------- | ---- | -------------------------------------- | --- |
| 28 Days Later                                       | Vereinigtes Königreich, Frankreich                   | 2002 | Danny Boyle                            | Die Zombies sind lebendige Menschen |
| Mutation 3 – Century of the Dead                    | Deutschland                                          | 2002 | Timo Rose                              | |
| Resident Evil                                       | USA, Deutschland, Vereinigtes Königreich             | 2002 | Paul W. S. Anderson                    | erster Teil der Videospielverfilmung zur Resident-Evil-Realfilmreihe |
| Zombie Ferox                                        | Vereinigtes Königreich                               | 2002 | Jonathon Ash                           | |
| Beyond Re-Animator                                  | USA, Spanien                                         | 2003 | Brian Yuzna                            | Dritter Teil der Re-Animator-Reihe |
| Deadhunter: Sevillian Zombies                       | Spanien                                              | 2003 | Julián Lara                            | |
| Graveyard Alive                                     | Kanada                                               | 2003 | Elza Kephart                           | Film ist in schwarz-weiß gedreht |
| House of the Dead                                   | USA, Kanada, Deutschland                             | 2003 | Uwe Boll                               | Videospielverfilmung zu The House of the Dead |
| I’ll See You in My Dreams                           | Portugal                                             | 2003 | Miguel Ángel Vivas                     | Kurzfilm |
| Nightbreakers – The Undead                          | Australien                                           | 2003 | Peter und Michael Spierig              | |
| Operation: Nazi Zombies                             | USA                                                  | 2003 | David B. Stewart III                   | |
| Zombie King                                         | Kanada                                               | 2003 | Stacey Case                            | kanadischer Independentfilm |
| Zombie Night – Keiner wird entkommen                | Kanada                                               | 2003 | David J. Francis                       | |
| Zombiegeddon                                        | USA                                                  | 2003 | Chris Watson                           | Direct-to-Video |
| Bone Sickness                                       | USA                                                  | 2004 | Brian Paulin                           | Amateurfilm |
| Choking Hazard                                      | Tschechien                                           | 2004 | Marek Dobeš                            | Horrorkomödie |
| Dawn of the Dead                                    | USA                                                  | 2004 | Zack Snyder                            | Remake von Zombie |
| Dead & Breakfast – Hotel Zombie                     | USA                                                  | 2004 | Matthew Leutwyler                      | |
| Die Nacht der lebenden Loser                        | Deutschland                                          | 2004 | Matthias Dinter                        | Deutsche Teenie-Komödie |
| Hide and Creep                                      | USA                                                  | 2004 | Chuck Hartsell, Chance Shirley         | |
| Living Dead World                                   | USA                                                  | 2004 | Mike Zawacki                           | |
| Punk Rock Splatter Massacre                         | USA                                                  | 2004 | Doug Sakmann                           | Zombies treten beim Endkampf auf |
| Range 2 (Полигон 2)                                 | Russland                                             | 2004 | Pavel Fominenko                        | 38 Min. Trashfilm mit 1000 $ Budget |
| Resident Evil: Apocalypse                           | USA, Kanada, Vereinigtes Königreich                  | 2004 | Alexander Witt                         | zweiter Teil der Videospielverfilmung zur Resident-Evil-Realfilmreihe |
| Sars War – Tod allen Zombies!                       | Thailand                                             | 2004 | Thanakorn Pongsuwan                    | |
| Shaolin vs. Evil Dead                               | Hongkong                                             | 2004 | Douglas Kung                           | |
| Shaun of the Dead                                   | Vereinigtes Königreich                               | 2004 | Edgar Wright                           | Horrorkomödie |
| Vampires vs. Zombies                                | USA                                                  | 2004 | Vince D’Amato                          | Mockbuster von The Asylum |
| Zombie Attack! – Museum of the Dead                 | USA                                                  | 2004 | James Glenn Dudelson                   | |
| Zombie Honeymoon                                    | USA                                                  | 2004 | David Gebroe                           | Mischung aus Horrorkomödie und Liebesfilm |
| Zombie Nation                                       | USA                                                  | 2004 | Ulli Lommel                            | Alternativtitel: „Zombie Woman“ |
| Zombie Planet                                       | USA                                                  | 2004 | George Bonilla                         | |
| All Souls Day: Dia de los muertos                   | USA                                                  | 2005 | Jeremy Kasten                          | |
| Alone in the Dark                                   | USA, Kanada, Deutschland                             | 2005 | Uwe Boll                               | Verfilmung der Computerspiel-Reihe Alone in the Dark |
| Beneath Still Waters                                | Spanien, Vereinigtes Königreich                      | 2005 | Brian Yuzna                            | Literaturverfilmung nach Matthew J. Costello |
| Boy Eats Girl                                       | Irland                                               | 2005 | Stephen Bradley                        | |
| Day of the Dead: Contagium                          | USA                                                  | 2005 | Ana Clavell, James Glenn Dudelso       | |
| Day X – Outbreak of the Zombies                     | USA                                                  | 2005 | Jason Hack                             | |
| Dead at the Box Office                              | USA                                                  | 2005 | Shawn Stutler                          | |
| Dead Heads                                          | Australien                                           | 2005 | Mathew Wilkinson                       | Amateur-Kurzfilm 23 Minuten |
| Die You Zombie Bastards!                            | USA                                                  | 2005 | Caleb Emerson                          | |
| Doom – Der Film                                     | USA, Vereinigtes Königreich, Tschechien, Deutschland | 2005 | Andrzej Bartkowiak                     | Videospielverfilmung von Doom |
| Evil – To Kako                                      | Griechenland                                         | 2005 | Yorgos Noussias                        | |
| House of the Dead II                                | USA                                                  | 2005 | Michael Hurst                          | Zweiter Teil der Videospielverfilmung |
| Land of the Dead                                    | USA, Frankreich                                      | 2005 | George A. Romero                       | Fortführung der Lebenden-Toten-Reihe von Romero |
| Masters of Horror                                   | USA, Kanada                                          | 2005 | Tobe Hooper                            | die 26 Folgen dieser US-amerikanischen Horror-Fernsehserie wurden von verschiedenen Regisseuren gedreht, unter anderem von Tobe Hooper. In nur wenigen Episoden erscheinen Zombies. |
| Return of the Living Dead IV: Necropolis            | USA                                                  | 2005 | Ellory Elkayem                         | Fortsetzung der Return-of-the-Living-Dead-Filmreihe |
| Return of the Living Dead V: Rave to the Grave      | USA                                                  | 2005 | Ellory Elkayem                         | Fortsetzung und bisher letzter Teil der Return-of-the-Living-Dead-Filmreihe |
| Rise of the Undead                                  | USA                                                  | 2005 | Jason Horton, Shannon Hubbell          | |
| Severed – Forest of the Dead                        | Kanada                                               | 2005 | Carl Bessai                            | |
| Shadow: Dead Riot                                   | USA                                                  | 2005 | Derek Wan                              | |
| Shaolin vs. Evil Dead: Ultimate Power               | Hongkong                                             | 2005 | Douglas Kung, Ken Yip Wing-Kin         | Fortsetzung von Shaolin vs. Evil Dead |
| The Lost Way of the Zombies                         | Deutschland                                          | 2005 | Stefan Svahn                           | Deutscher Independentfilm |
| The Stink of Flesh – Überleben unter Zombies        | USA                                                  | 2005 | Scott Phillips                         | |
| Tokyo Zombie                                        | Japan                                                | 2005 | Sakichi Satō                           | Manga-Verfilmung |
| Zombie Gefängnis Massaker (Dead Men Walking)        | USA                                                  | 2005 | Peter Mervis                           | |
| Black Sheep                                         | Neuseeland                                           | 2006 | Jonathan King                          | Zombie-Schafe beißen Menschen und verwandeln diese in menschenfressende Riesenschafe                                                                                                |
| Chain Reaction                                      | Deutschland                                          | 2006 | Olaf Ittenbach                         | |
| City of Rott                                        | USA                                                  | 2006 | Frank Sudol                            | |
| City of the Dead                                    | USA                                                  | 2006 | Duanne Stinett                         | |
| Dead and Deader – Die Invasion der Zombies          | USA                                                  | 2006 | Patrick Dinhut                         | |
| Deadlands: The Rising                               | USA                                                  | 2006 | Gary Ugarek                            | |
| Fido – Gute Tote sind schwer zu finden              | Kanada                                               | 2006 | Andrew Currie                          | Horrorkomödie |
| Flying Saucer Rock ’n’ Roll                         | USA                                                  | 2006 | Eric Callero                           | |
| Island of the Living Dead                           | Italien                                              | 2006 | Bruno Mattei                           | |
| Mutation – Annihilation                             | Deutschland                                          | 2006 | Timo Rose                              | |
| Night of the Dead                                   | USA                                                  | 2006 | Eric Forsberg                          | Alternativtitel: „Night of the Walking Dead“ |
| Night of the Hell Hamsters                          | Vereinigtes Königreich, Neuseeland                   | 2006 | Paul Campion                           | 16-minütige Splatter-Komödie |
| Night of the Living Dead 3D                         | USA                                                  | 2006 | Jeff Broadstreet                       | 3D-Remake von Die Nacht der lebenden Toten |
| One Day of a Living Dead                            | Deutschland                                          | 2006 | Joachim Mühleisen                      | |
| Poultrygeist: Night of the Chicken Dead             | USA                                                  | 2006 | Lloyd Kaufman, Gabriel Friedman        | Horrorkomödie mit Musical-Einlagen |
| Run for Blood                                       | USA                                                  | 2006 | Steven C. Miller                       | |
| Slither – Voll auf den Schleim gegangen             | USA                                                  | 2006 | James Gunn                             | |
| The Quick and the Undead                            | USA                                                  | 2006 | Gerald Nott                            | |
| The Wickeds                                         | USA                                                  | 2006 | John Poague                            | |
| The Zombie Diaries                                  | Vereinigtes Königreich                               | 2006 | Kevin Gates, Michael Bartlett          | britischer Low-Budget-Film |
| War of the Living Dead                              | USA                                                  | 2006 | David A. Prior                         | |
| Zombie Commando                                     | Deutschland                                          | 2006 | The Outtake Team                       | deutscher Independent-Film |
| Zombie Night II                                     | Kanada                                               | 2006 | David J. Francis                       | Fortsetzung zu Zombie Night – Keiner wird entkommen |
| Zombie Self Defense Force                           | Japan                                                | 2006 | Naoyuki Tomomatsu                      | |
| Zombies (Wicked Little Things)                      | USA                                                  | 2006 | J. S. Cardone                          | |
| Zombies of the Lake                                 | USA                                                  | 2006 | Marc Buhmann                           | |
| 28 Weeks Later                                      | Vereinigtes Königreich, USA                          | 2007 | Juan Carlos Fresnadillo                | Film ist die Fortsetzung zu 28 Days Later aus 2002 |
| Brain Dead                                          | USA                                                  | 2007 | Kevin Tenney                           | |
| Days of Darkness                                    | USA                                                  | 2007 | Jake Kennedy                           | |
| Diary of the Dead                                   | USA                                                  | 2007 | George A. Romero                       | |
| Everlasting Hate                                    | Deutschland                                          | 2007 | Philip Polcar                          | |
| I Am Legend                                         | USA                                                  | 2007 | Francis Lawrence                       | Neuverfilmung des gleichnamigen Romans von Richard Matheson |
| I Am Omega                                          | USA                                                  | 2007 | Griff Furst                            | Mockbuster von The Asylum |
| Infekt – Wie sieht das Ende der Welt aus            | Deutschland                                          | 2007 | Michael Effenberger                    | Amateurfilm |
| Inglorious Zombie Hunters                           | Japan                                                | 2007 | Kōji Kawano                            | der deutsche Titel soll an Inglourious Basterds erinnern |
| Invasion                                            | USA                                                  | 2007 | Oliver Hirschbiegel James McTeigue     | Sci-Fi-Seuchenfilm (kein typischer Zombiefilm) mit Nicole Kidman und Daniel Craig                                                                                                   |
| Milchprodukte des Grauens (Diary of Terror)         | USA                                                  | 2007 | Anthony Himbs                          | |
| Night of the Creeps 2 – Zombie Town                 | USA                                                  | 2007 | Damon LeMay                            | basiert auf Motiven von Die Nacht der Creeps |
| Plane Dead – Der Flug in den Tod                    | USA                                                  | 2007 | Scott Thomas                           | |
| Planet Terror                                       | USA                                                  | 2007 | Robert Rodriguez                       | |
| [●REC]                                              | Spanien                                              | 2007 | Jaume Balagueró, Paco Plaza            | Die Zombies sind lebendige Menschen |
| Resident Evil: Extinction                           | USA, Australien, Deutschland, Vereinigtes Königreich | 2007 | Russell Mulcahy                        | dritter Teil der Videospielverfilmung zur Resident-Evil-Realfilmreihe |
| Rise of the Damned                                  | Kanada                                               | 2007 | Michael Bafaro                         | Alternativtitel: „Zombie Outbreak“ und „The Undead – Quelle der Verdammnis“ |
| Strippers vs. Zombies                               | USA                                                  | 2007 | Jason Murphy                           | |
| The Mad                                             | USA, Kanada                                          | 2007 | John Kalangis                          | |
| The Rising Dead                                     | USA                                                  | 2007 | Brent Cousin                           | |
| Undead or Alive – Der Tod steht ihnen gut           | USA                                                  | 2007 | Glasgow Phillips                       | |
| War Of The Living Dead 2 – Dead Moon Rising         | USA                                                  | 2007 | Mark E. Poole                          | |
| Wasting Away                                        | USA                                                  | 2007 | Matthew Kohnen                         | Zombiekomödie, bei der sowohl die Sichtweise der Infizierten als auch die der Nichtinfizierten dargestellt wird                                                                     |
| Zombie Cheerleading Camp                            | USA                                                  | 2007 | Jon Fabris                             | |
| Zombie Rage                                         | USA                                                  | 2007 | Robert Kurtzman                        | |
| Zombies – The Beginning                             | Italien                                              | 2007 | Bruno Mattei                           | Fortsetzung zu Island of the Living Dead |
| Zombies Hell’s Ground                               | Pakistan                                             | 2007 | Omar Ali Khan                          | Originaltitel: „Zibahkhana“ |
| Armageddon of the Living Dead                       | Chile                                                | 2008 | Jorge Olguín                           | |
| Army of the Dead – Der Fluch der Anasazi            | USA                                                  | 2008 | Joseph Conti (als Joseph Contegiacomo) | |
| Blood Creek                                         | USA                                                  | 2008 | Joel Schumacher                        | |
| Colin – Die Reise des Zombie                        | Vereinigtes Königreich                               | 2008 | Marc Price                             | Colin ist der erste Film, bei dem das Geschehen komplett aus den Augen eines Zombies gezeigt wird.                                                                                  |
| Dance of the Dead                                   | USA                                                  | 2008 | Gregg Bishop                           | Teenager- / Zombiekomödie |
| Day of the Dead                                     | USA                                                  | 2008 | Steve Miner                            | Remake von Romeros Zombie 2 |
| Deadgirl                                            | USA                                                  | 2008 | Marcel Sarmiento                       | |
| Deadlands 2: Trapped                                | USA                                                  | 2008 | Gary Ugarek                            | |
| Edges of Darkness                                   | USA                                                  | 2008 | Blaine Cade, Jason Horton              | |
| Employee of the Dead                                | Vereinigtes Königreich                               | 2008 | Aaron Truss                            | 13-minütiger Amateur-Film der im Mai 2008 erstochene Darsteller Robert Knox aus Harry Potter und der Halbblutprinz spielt den einzigen Zombie in diesem Kurzfilm                    |
| Graveyard of the Living Dead                        | Deutschland                                          | 2008 | Marc Rohnstock                         | Amateurfilm |
| H3 – Halloween Horror Hostel                        | Deutschland                                          | 2008 | Michael Karen                          | Horrorkomödie mit Zombiefilm-Anleihen |
| I Love Sarah Jane                                   | Australien                                           | 2008 | Spencer Susser                         | |
| I Sell the Dead                                     | USA                                                  | 2008 | Glenn McQuaid                          | |
| Küss mich, Zombie!                                  | USA                                                  | 2008 | Deagol Brothers                        | |
| Last of the Living                                  | Neuseeland                                           | 2008 | Logan McMillian                        | |
| Night of the Giving Head                            | USA                                                  | 2008 | Rodney Moore                           | Pornofilm mit spermasüchtigen Zombiefrauen |
| O.C. Babes and the Slasher of Zombietown            | USA                                                  | 2008 | Creep Creepersin                       | |
| Otto; or, Up with Dead People                       | Kanada, Deutschland                                  | 2008 | Bruce LaBruce                          | schwuler Zombiefilm mit pornographischen Elementen |
| Outpost – Zum Kämpfen geboren                       | Vereinigtes Königreich                               | 2008 | Steve Barker                           | |
| Pipe Burst of the Dead                              | Deutschland                                          | 2008 | Simon Lahm                             | Kurzfilm |
| Pontypool – Radio Zombie                            | USA                                                  | 2008 | Bruce McDonald                         | |
| Quarantäne                                          | USA                                                  | 2008 | John Erick, Drew Dowdle                | Amerikanische Neuverfilmung von [●REC] |
| Resident Evil: Degeneration                         | Japan                                                | 2008 | Makoto Kamiya                          | zweiter Teil der Resident-Evil-Animationsfilmreihe |
| Sexykiller                                          | Spanien                                              | 2008 | Miguel Martí                           | |
| Space of the Living Dead                            | USA                                                  | 2008 | Brad Sykes                             | Alternativtitel: „Plaguers“ und „Zombie Hatebreed“ |
| The Day the Dead Walked                             | Deutschland                                          | 2008 | Andreas Schnaas                        | |
| The Dead Outside                                    | Vereinigtes Königreich                               | 2008 | Kerry Ann Mullaney                     | |
| The Vanguard                                        | Vereinigtes Königreich                               | 2008 | Matthew Hope                           | |
| Virus Undead                                        | Deutschland                                          | 2008 | Wolf Wolff, Ohmuti                     | |
| World of the Living Dead                            | USA                                                  | 2008 | Damon Crump                            | Alternativtitel: „Risen“ |
| Zombie Killer – Sexy as Hell                        | Japan                                                | 2008 | Yōhei Fukuda                           | Videospielverfilmung |
| Zombie Strippers                                    | USA                                                  | 2008 | Jay Lee                                | |
| Alien vs Zombies: The Dark Lurking                  | Australien                                           | 2009 | Gregory Connors                        | |
| Apocalypse of the Living Dead                       | Italien, Serbien, Spanien                            | 2009 | Milan Konjevic, Milan Todorovic        | Alternativtitel: „Apocalypse of the Dead“ und „Zone of the Dead“ |
| Autumn of the Living Dead                           | Kanada                                               | 2009 | Steven Rumbelow                        | Literaturverfilmung nach einer Serie von David Moody |
| Clonehunter                                         | USA                                                  | 2009 | Andrew Bellware                        | |
| Dead Air                                            | USA                                                  | 2009 | Corbin Bernsen                         | |
| Dead Snow                                           | Norwegen                                             | 2009 | Tommy Wirkola                          | |
| Deep River: The Island                              | Kanada                                               | 2009 | Ben Bachelder                          | |
| Die-ner (Get It?)                                   | USA                                                  | 2009 | Patrick Horvath                        | Alternativtitel: „KFZ – Kentucky Fried Zombie“ |
| Die Horde                                           | Frankreich                                           | 2009 | Yannick Dahan, Benjamin Rocher         | |
| Doghouse                                            | Vereinigtes Königreich                               | 2009 | Jake West                              | Britische Horrorkomödie |
| El Superbeasto                                      | USA                                                  | 2009 | Rob Zombie                             | Zeichentrickfilm |
| Evil 2                                              | Griechenland                                         | 2009 | Yorgos Noussias                        | Fortsetzung zu Evil |
| Melvin                                              | USA                                                  | 2009 | Henry Weintraub                        | |
| Mutants                                             | Frankreich                                           | 2009 | David Morlet                           | Die Zombies sind lebendige Menschen |
| Paris by Night of the Living Dead                   | Frankreich                                           | 2009 | Grégory Morin                          | Kurzfilm |
| Platoon of the Dead                                 | USA                                                  | 2009 | John Bowker                            | |
| [●REC]²                                             | Spanien                                              | 2009 | Jaume Balagueró, Paco Plaza            | Fortsetzung zu [●REC] |
| Rising Up: The Story of the Zombie Rights Movement  | USA                                                  | 2009 | Laura Moss                             | Kurzfilm, Mockumentary über eine fiktive Zombierechtebewegeng |
| Salvage – Die Epidemie                              | Vereinigtes Königreich                               | 2009 | Lawrence Gough                         | |
| Silent Night, Zombie Night                          | USA                                                  | 2009 | Sean Cain                              | |
| Survival of the Dead                                | USA                                                  | 2009 | George A. Romero                       | Enthält Charaktere aus Diary of the Dead |
| The Damned Angels                                   | Schweiz                                              | 2009 | Pfahlbauer                             | |
| Unrated: The Movie                                  | Deutschland                                          | 2009 | Andreas Schnaas, Timo Rose             | Zombies sowohl im Romero-Stil, als auch im Stil der Reitenden Leichen |
| Untote wie wir – Man ist so tot, wie man sich fühlt | USA                                                  | 2009 | D. Kerry Prior                         | Direct-to-Video |
| Zombie Killer Vortex                                | Japan                                                | 2009 | Tsuyoshi Shōji                         | Fortsetzung von Zombie Killer – Sexy as Hell |
| Zombieland                                          | USA                                                  | 2009 | Ruben Fleischer                        | |
| Zombies & Cigarettes                                | Spanien                                              | 2009 | Rafa Martínez, Iñaki San Román         | Kurzfilm |
| Zombieworld                                         | USA                                                  | 2009 | Kevin Hamedani                         | Originaltitel des Films lautet ZMD: Zombies of Mass Destruction und steht nicht im Bezug zum gleichnamigen US-amerikanischen Comic.                                                 |

## 2010 bis 2013
| Filmtitel                                                                | Land                                     | Jahr | Regisseur                                            | Anmerkung |
| ------------------------------------------------------------------------ | ---------------------------------------- | ---- | ---------------------------------------------------- | --- |
| Big Tits Zombies in 3D                                                   | Japan                                    | 2010 | Takao Nakano                                         | |
| Compound                                                                 | USA                                      | 2010 | Dale Stewart                                         | |
| Days of the Dead 3 – Evilution                                           | USA                                      | 2010 | Chris Conlee                                         | |
| Dead Genesis – Der Krieg der Toten hat begonnen                          | Kanada                                   | 2010 | Reese Eveneshen                                      | |
| Dead Survivors                                                           | Deutschland                              | 2010 | David Brückner                                       | |
| Devil’s Playground                                                       | Vereinigtes Königreich                   | 2010 | Mark McQueen                                         | |
| Die Nacht der Zombies                                                    | USA                                      | 2010 | Joe Davison                                          | |
| Die Untoten                                                              | Deutschland                              | 2010 | Hugo Lilja                                           | Kurzfilm |
| Dylan Dog                                                                | USA                                      | 2010 | Kevin Munroe                                         | Alternativtitel: „Dylan Dog: Dead of Night“                                                                                                   |
| L.A. Zombie                                                              | USA, Frankreich, Deutschland             | 2010 | Bruce LaBruce                                        | Nahezu ohne Dialog inszenierter Horrorfilm/Sexfilm des Performance-Künstlers; es wurden eine Hardcore- und eine Softcore-Variante angefertigt |
| Nachbarschaftszombie                                                     | Südkorea                                 | 2010 | Young-geun Hong, Yun-Jeong Jang, Young-doo Oh        | |
| Rammbock                                                                 | Deutschland, Österreich                  | 2010 | Marvin Kren                                          | Die Zombies sind lebendige Menschen |
| Resident Evil: Afterlife                                                 | USA, Deutschland, Vereinigtes Königreich | 2010 | Paul W. S. Anderson                                  | vierter Teil der Videospielverfilmung zur Resident-Evil-Realfilmreihe                                                                         |
| The Crazies – Fürchte deinen Nächsten                                    | USA                                      | 2010 | Breck Eisner                                         | Remake von George A. Romeros Crazies aus 1973.                                                                                                |
| The Dead                                                                 | Vereinigtes Königreich                   | 2010 | Howard J. Ford, Jonathan Ford                        | Der Film spielt in einem westafrikanischen Land                                                                                               |
| Toxic Lullaby                                                            | Deutschland                              | 2010 | Ralf Kemper                                          | |
| Zombie – Dead/Undead                                                     | Frankreich                               | 2010 | Matthew R. Anderson (als Matt Anderson), Eddie Conna | Alternativtitel: „The Dead Undead“ |
| Zombie – The Terror Experiment                                           | USA                                      | 2010 | George Mendeluk                                      | |
| Zombie Apocalypse: The Payback                                           | USA                                      | 2010 | Ryan Thompson                                        | |
| Zombie Dawn                                                              | Chile                                    | 2010 | Lucio A. Rojas, Cristian Toledo                      | |
| Zombie Driller Killer                                                    | Frankreich, Norwegen                     | 2010 | César Ducasse, Mathieu Peteul                        | Alternativtitel: „Dark Souls“ |
| Zombie Exorcism (Opstandelsen)                                           | Dänemark                                 | 2010 | Casper Haugegaard                                    | |
| Zomblies                                                                 | Vereinigtes Königreich                   | 2010 | David M. Reynolds                                    | Amateurfilm 48 Minuten |
| Zombrex: Dead Rising Sun                                                 | Japan                                    | 2010 | Keiji Inafune                                        | |
| 2012 Zombie Apocalypse                                                   | USA                                      | 2011 | Nick Lyon                                            | Mockbuster von The Asylum |
| Attack of the Nazi Herbals (auch ‘Attack of the Herbals’)                | Vereinigtes Königreich                   | 2011 | David Ryan Keith                                     | |
| Attack of the Undead                                                     | USA                                      | 2011 | Turner Clay                                          | |
| Bloodlust Zombies                                                        | USA                                      | 2011 | Dan Lantz                                            | |
| Bong of the Dead                                                         | Kanada                                   | 2011 | Thomas Newman                                        | |
| Chillerama                                                               | USA                                      | 2011 | Joe Lynch                                            | Es waren an den jeweiligen Episoden mehrere Regisseure beteiligt. Joe Lynch führte beim Segment „Zom-B-Movie“ die Regie.                      |
| Collapse of the Living Dead                                              | USA                                      | 2011 | Jason Bolinger, Insane Mike Saunders                 | |
| Dead Infection                                                           | Vereinigtes Königreich                   | 2011 | Nick Hawkins                                         | 4-teiliger Amateurfilm |
| Deadheads                                                                | USA                                      | 2011 | Brett Pierce, Drew T. Pierce                         | Die Zombies sind teilweise intelligente Menschen                                                                                              |
| Django vs Zombies                                                        | USA                                      | 2011 | Rene Perez                                           | |
| Eaters                                                                   | Italien                                  | 2011 | Luca Boni, Marco Ristori                             | |
| Exit Humanity                                                            | Kanada                                   | 2011 | John Geddes                                          | |
| Extinction: The G.M.O. Chronicles                                        | Deutschland                              | 2011 | Niki Drozdowski                                      | |
| Gancore Gud (Dead Bite)                                                  | Thailand                                 | 2011 | Joey Boy                                             | |
| Humans vs Zombies                                                        | USA                                      | 2011 | Brian T. Jaynes                                      | |
| Juan of the Dead                                                         | Kuba, Spanien                            | 2011 | Alejandro Brugués                                    | |
| Justus: Cinema of the Dead                                               | Deutschland                              | 2011 | Simon Lahm                                           | 25-minütiger Amateur-Mockumentary-Kurzfilm |
| Krieger des Lichts                                                       | USA                                      | 2011 | Brian A. Metcalf                                     | |
| La Isla – Auf dieser Insel gibt es keinen Gott                           | Deutschland                              | 2011 | Michael Effenberger                                  | |
| Mimesis: Nacht der lebenden Toten                                        | USA                                      | 2011 | Joshua Wagner, Douglas Schultze                      | |
| Monster Brawl                                                            | Kanada                                   | 2011 | Jesse Thomas Cook                                    | Der Zombie Man als Wrestler gegen andere Horrorgestalten                                                                                      |
| New Kids Nitro                                                           | Niederlande                              | 2011 | Steffen Haars, Flip Van der Kuil                     | |
| Play Dead                                                                | USA                                      | 2011 | Andres Meza-Valdes                                   | Kurzfilm 18 Minuten |
| Project Genesis                                                          | Deutschland                              | 2011 | Oliver Krekel, Jochen Taubert                        | Zweiter Teil zu Crossclub – The Legend of the Living Dead.                                                                                    |
| Quarantäne 2: Terminal                                                   | USA                                      | 2011 | John Pogue                                           | Fortsetzung von Quarantäne |
| Rage of the Undead                                                       | Japan                                    | 2011 | Kenji Murakami                                       | |
| Remains – Die letzte Chance der Menschheit (Remains of the Walking Dead) | USA                                      | 2011 | Colin Theys                                          | |
| Stripper Zombieland                                                      | USA                                      | 2011 | Sean Skelding                                        | |
| Turbo Zombies From Hell                                                  | Deutschland                              | 2011 | Jochen Taubert, Christian Witte                      | Horrorkomödie, Alternativtitel: „Turbo Zombi – Tampons of the Dead“                                                                           |
| War of the Dead – Band of Zombies                                        | USA, Italien                             | 2011 | Marko Mäkilaakso                                     | |
| World of the Dead: The Zombie Diaries                                    | Vereinigtes Königreich                   | 2011 | Michael Bartlett, Kevin Gates                        | Fortsetzung zu The Zombie Diaries |
| Zombey                                                                   | Vereinigtes Königreich                   | 2011 | Jack De La Mare                                      | Amateur-Kurzfilm 45 Minuten |
| Zombie Apocalypse: Redemption                                            | USA                                      | 2011 | Ryan Thompson                                        | |
| Zombie Ass: Toilet of the Dead                                           | Japan                                    | 2011 | Noboru Iguchi                                        | Horrorkomödie |
| Zombie in a Penguin Suit                                                 | USA                                      | 2011 | Chris Russell                                        | Kurzfilm |
| Zombies From Outer Space                                                 | Deutschland                              | 2011 | Martin Faltermeier                                   | |
| Zombies zum Fest                                                         | USA                                      | 2011 | Joe Zerull                                           | Alternativtitel: „A Cadaver Christmas“ und „Zombie Christmas“ und „Zombies at Christmas“                                                      |
| 13 Eerie – We Prey for you                                               | Kanada                                   | 2012 | Lowell Dean                                          | |
| A Little Bit Zombie                                                      | Kanada                                   | 2012 | Casey Walker                                         | |
| Abraham Lincoln vs. Zombies                                              | USA                                      | 2012 | Richard Schenkman                                    | Mockbuster von The Asylum |
| Battlefield Death Tales oder Nazi Zombie Battleground                    | Vereinigtes Königreich                   | 2012 | James Eaves, Pat Higgins, Alan Ronald                | |
| Chernobyl Diaries                                                        | USA                                      | 2012 | Bradley Parker                                       | Mutierte Zombie-Bewohner in der Sperrzone von Tschernobyl greifen Touristen an                                                                |
| Cockneys vs Zombies                                                      | Vereinigtes Königreich                   | 2012 | Matthias Hoene                                       | Splatterfilm-Komödie |
| Dead Before Dawn                                                         | Kanada                                   | 2012 | April Mullen                                         | Komödie |
| Decay                                                                    | Vereinigtes Königreich                   | 2012 | Luke Thompson, Michael Mazur                         | |
| Doomsday Book                                                            | Südkorea                                 | 2012 | Jee-woon Kim, Yim Pil-sung                           | Episodenfilm mit 3 Episoden, in einer der Episoden erscheinen Zombies                                                                         |
| Fist of Jesus                                                            | Spanien                                  | 2012 | Adrián Cardona, David Muñoz                          | Splatterkurzfilm-Komödie über Jesus |
| Gangsters, Guns & Zombies                                                | Vereinigtes Königreich                   | 2012 | Matt Mitchell                                        | |
| Halley – Das Leben eines Zombies                                         | Mexiko                                   | 2012 | Sebastian Hofmann                                    | |
| Kill Zombie!                                                             | Niederlande                              | 2012 | Martijn Smits, Erwin van den Eshof                   | |
| Meteletsa: Winter of the Dead                                            | Russland                                 | 2012 | Nikolai Pigarev                                      | |
| Moratorium                                                               | Japan                                    | 2012 | Takashi Hirose                                       | Kurzfilm |
| Nazi Sky – Die Rückkehr des Bösen                                        | USA                                      | 2012 | Joseph J. Lawson                                     | Direct-to-DVD-Produktion; Nazis züchten Nazi-Zombies als Waffe heran; Mockbuster von The Asylum                                               |
| Night of the Living Dead 3D: Re-Animation                                | USA                                      | 2012 | Jeff Broadstreet                                     | |
| Osombie                                                                  | USA                                      | 2012 | John Lyde                                            | Der Terrorist Osama bin Laden ist als Zombie aktiv und führt eine Gruppe von Terroristen-Zombies an                                           |
| Outpost 2: Black Sun                                                     | Vereinigtes Königreich                   | 2012 | Steve Barker                                         | |
| Portrait of a Zombie                                                     | Ireland                                  | 2012 | Bing Bailey                                          | Zombie-Drama |
| Rape Zombie: Lust of the Dead                                            | Japan                                    | 2012 | Naoyuki Tomomatsu                                    | |
| [●REC]³: Genesis                                                         | Spanien                                  | 2012 | Paco Plaza                                           | Prequel von [●REC]², spielt parallel zu [●REC]                                                                                                |
| Resident Evil: Damnation                                                 | Japan                                    | 2012 | Makoto Kamiya                                        | dritter Teil der Resident-Evil-Animationsfilmreihe                                                                                            |
| Resident Evil: Retribution                                               | Kanada, Deutschland                      | 2012 | Paul W. S. Anderson                                  | fünfter Teil der Videospielverfilmung zur Resident-Evil-Realfilmreihe                                                                         |
| School of the Living Dead – Nachsitzen mit Zombies                       | USA                                      | 2012 | Alex Craig Mann                                      | |
| Sick: Zombie Outbreak                                                    | USA                                      | 2012 | Ryan M. Andrews                                      | |
| The Bay – Nach Angst kommt Panik                                         | USA                                      | 2012 | Barry Levinson                                       | |
| The Cabin in the Woods                                                   | USA                                      | 2012 | Drew Goddard                                         | |
| The Running Dead                                                         | USA                                      | 2012 | Adam Deyoe                                           | |
| Undead Apocalypse                                                        | USA                                      | 2012 | Daniel Nunez, Lazaro Nunez                           | |
| You missed Sonja                                                         | Deutschland                              | 2012 | Félix Koch                                           | |
| Zombie Invasion War                                                      | USA                                      | 2012 | Nick Lyon                                            | Mockbuster von The Asylum |
| Zombie Island                                                            | Philippinen                              | 2012 | Tyrone Acierto                                       | Alternativtitel: „The Grave Bandits“ |
| Zombie Resurrection                                                      | Vereinigtes Königreich                   | 2012 | Jake Hawkins, Andy Phelps                            | |
| All Cheerleaders Die                                                     | USA                                      | 2013 | Lucky McKee, Chris Sivertson                         | |
| Antisocial – Alles andere als ein normaler Mensch                        | Kanada                                   | 2013 | Cody Calahan                                         | |
| Army of the Damned – Willkommen in der Hölle                             | USA                                      | 2013 | Tom DeNucci                                          | |
| Battle of the Damned                                                     | USA, Singapore                           | 2013 | Christopher Hatton                                   | |
| Battle of the Undead – Krieg der Untoten                                 | Israel                                   | 2013 | Eitan Gafny                                          | |
| Ben & Mickey vs. the Dead                                                | USA                                      | 2013 | Jeremy Gardner                                       | Drama |
| Beyond Fucked – A Zombie Odyssey                                         | USA                                      | 2013 | Tommy Pistol                                         | Endzeit-Pornofilm u. a. mit Bonnie Rotten |
| Bloodbath                                                                | Brasilien                                | 2013 | Rodrigo Aragão                                       | |
| Code Red                                                                 | USA, Bulgarien                           | 2013 | Valeri Milev                                         | |
| Contracted                                                               | USA                                      | 2013 | Eric England                                         | |
| Dead Island                                                              | USA                                      | 2013 | BJ McDonnell                                         | |
| Evil Dead                                                                | USA                                      | 2013 | Fede Álvarez                                         | Nimmt Bezug auf Tanz der Teufel bzw. Armee der Finsternis aus den 80er bzw. 90er Jahren                                                       |
| Frankenstein’s Army                                                      | USA, Niederlande                         | 2013 | Richard Raaphorst                                    | |
| Go Goa Gone                                                              | Indien                                   | 2013 | Krishna D.K., Raj Nidimoru                           | |
| Human Meat – Mörder. Kannibale. Zombie.                                  | USA                                      | 2013 | Benjamin Wilkins                                     | |
| I, Zombie                                                                | USA                                      | 2013 | Dave Kilgore                                         | Kurzfilm |
| Knight of the Dead                                                       | USA, Vereinigtes Königreich              | 2013 | Mark Atkins                                          | |
| Miss Zombie                                                              | Japan                                    | 2013 | Hiroyuki Tanaka alias Sabu                           | der Film ist bis auf die letzten Minuten komplett in schwarz-weiß gedreht                                                                     |
| My Fair Zombie                                                           | Kanada                                   | 2013 | Brett Kelly                                          | |
| Open Grave                                                               | USA                                      | 2013 | Gonzalo López-Gallego                                | |
| Rape Zombie: Lust of the Dead 2                                          | Japan                                    | 2013 | Naoyuki Tomomatsu                                    | Zweiter Teil der Lust-of-the-Dead-Reihe |
| Rape Zombie: Lust of the Dead 3 (Reipu Zonbi: Lust of the Dead 3)        | Japan                                    | 2013 | Naoyuki Tomomatsu                                    | Dritter Teil der Lust-of-the-Dead-Reihe |
| Rockabilly Zombie                                                        | USA                                      | 2013 | Jamie Velez Soto                                     | Alternativtitel: „Rockabilly Zombie Weekend“                                                                                                  |
| S-VHS                                                                    | USA, Kanada, Indonesien                  | 2013 | Simon Barrett                                        | Fortsetzung von V/H/S neben Simon Barrett waren 6 weitere Regisseure an den Dreharbeiten beteiligt                                            |
| Stalled                                                                  | Vereinigtes Königreich                   | 2013 | Christian James                                      | |
| Survival – Überlebe… wenn du kannst!                                     | Deutschland                              | 2013 | Michael Effenberger, Frank Raffel                    | |
| Talk to the Dead (Tôku tu za deddo)                                      | Japan                                    | 2013 | Norio Tsuruta                                        | |
| The Dead 2: India                                                        | Vereinigtes Königreich                   | 2013 | Howard J. Ford, Jonathan Ford                        | |
| The Dead Inside – Das Böse vergisst nie!                                 | Vereinigtes Königreich                   | 2013 | Andrew Gilbert                                       | |
| The Last Days on Mars                                                    | USA, Vereinigtes Königreich              | 2013 | Ruairi Robinson                                      | Virus macht Menschen zu Zombies |
| The Returned – Weder Zombies noch Menschen                               | Spanien, Kanada                          | 2013 | Manuel Carballo                                      | |
| The Walking Dead: A Hardcore Parody                                      | USA                                      | 2013 | Joanna Angel, Tommy Pistol                           | Ein Pornofilm, der als Parodie auf die Fernsehserie The Walking Dead produziert wurde                                                         |
| Warm Bodies                                                              | USA                                      | 2013 | Jonathan Levine                                      | Komödie |
| World War Z                                                              | USA                                      | 2013 | Marc Forster                                         | Romanverfilmung des gleichnamigen Buchs von Max Brooks bisher kommerziell erfolgreichster Zombiefilm                                          |
| ZombeX – Walking of the Dead                                             | USA                                      | 2013 | Jesse Dayton                                         | |
| Zombie Fieber                                                            | Russland                                 | 2013 | Kirill Kemnits                                       | Schlussszene zeigt digitale Abbilder von G. W. Bush und W. W. Putin Hauptdarstellerin ist Julija Olegowna Wolkowa des Pop-Duos T.A.T.u.       |
| Zombie Hunter                                                            | USA                                      | 2013 | K. King                                              | |
| Zombie King – König der Untoten                                          | Vereinigtes Königreich                   | 2013 | Aidan Belizaire                                      | |
| Zombie Massacre                                                          | Italien                                  | 2013 | Luca Boni, Marco Ristoni                             | |
| Zombie Night – Dark Night of the Walking Dead                            | USA                                      | 2013 | John Gulager                                         | |
| Zombie World War                                                         | China                                    | 2013 | Joe Chien                                            | |

## 2014 bis 2020
| Filmtitel                                                       | Land                                            | Jahr | Regisseur                                      | Anmerkung |
| --------------------------------------------------------------- | ----------------------------------------------- | ---- | ---------------------------------------------- | --- |
| Attack of the Undead – Lost Town                                | Israel                                          | 2014 | Eitan Reuven                                   | |
| Beautiful People                                                | Italien                                         | 2014 | Brini Amerigo                                  | |
| Burying the Ex                                                  | USA                                             | 2014 | Joe Dante                                      | Komödie |
| Cooties                                                         | USA                                             | 2014 | Jonathan Milott Cary Murnion                   | Schulkinder werden zu Zombies |
| Dead Snow: Red vs. Dead                                         | Island, Norwegen                                | 2014 | Tommy Wirkola                                  | |
| Dead Within – Kein Entkommen!                                   | USA                                             | 2014 | Ben Wagner                                     | |
| Disaster LA: The Last Zombie Apocalypse Begins Here             | USA                                             | 2014 | Turner Clay                                    | |
| Doc of the Dead                                                 | USA                                             | 2014 | Alexandre O. Philippe                          | Dokumentation |
| FPS: First Person Shooter                                       | Österreich                                      | 2014 | Andreas Tom, Achim Lützelschwab                | |
| Goal of the Dead – Elf Zombies müsst ihr sein                   | Frankreich                                      | 2014 | Thierry Poiraud, Benjamin Rocher               | |
| I Survived a Zombie Holocaust                                   | Neuseeland                                      | 2014 | Guy Pigden                                     | |
| Life after Beth                                                 | USA                                             | 2014 | Jeff Baena                                     | |
| Live or Let Die – short film                                    | Deutschland                                     | 2014 | Manuel Urbaneck                                | Kurzfilm 33min |
| Ojuju                                                           | Nigeria                                         | 2014 | C.J. ‘Fiery’ Obasi                             | |
| Pro Wrestlers vs Zombies                                        | USA                                             | 2014 | Cody Knotts                                    | |
| Rape Zombie: Lust of the Dead 4                                 | Japan                                           | 2014 | Naoyuki Tomomatsu                              | Vierter Teil der Lust-of-the-Dead-Reihe |
| Rape Zombie: Lust of the Dead 5                                 | Japan                                           | 2014 | Naoyuki Tomomatsu                              | Fünfter Teil der Lust-of-the-Dead-Reihe |
| REC 4: Apocalypse                                               | Spanien                                         | 2014 | Jaume Balagueró                                | |
| Socialistický Zombi Mord                                        | Slowakei                                        | 2014 | Rastislav Blazek, Peter Cermak, Zuzana Paulini | |
| The Coed and the Zombie Stoner                                  | USA                                             | 2014 | Glenn Miller                                   | |
| The Digital Dead: Rise of the Zombies                           | USA                                             | 2014 | Wendell Cowart                                 | der Film wurde komplett auf einem Hewlett Packard-Homecomputer programmiert |
| The Living Corpse: Ein Zombie zwischen den Fronten              | USA                                             | 2014 | Justin Paul Ritter                             | Animationsfilm nach den gleichnamigen US-Comics |
| The Other Side                                                  | USA                                             | 2014 | Raymond Mongelli III, Chris Niespodzianski     | |
| The Zombie Autopsies                                            | USA                                             | 2014 | George A. Romero                               | |
| Thr33 Days Dead                                                 | USA                                             | 2014 | John M. Ware                                   | Die Bewohner einer kleinen Stadt in Alabama produzierten über sechs Jahre diesen eigenen, unabhängigen Zombie-Film. Die Serie Town of the Living Dead (2014– ) zeigt dessen Making-of.         |
| Tom Sawyer vs. Zombies                                          | USA                                             | 2014 | Rene Perez                                     | |
| Toxin                                                           | Kanada                                          | 2014 | Tom Raycove                                    | |
| Wyrmwood                                                        | Australien                                      | 2014 | Kiah Roache-Turner                             | |
| Zombiber                                                        | USA                                             | 2014 | Jordan Rubin                                   | Biber werden zu Zombiebiber |
| Zombie Warz                                                     | USA                                             | 2014 | Steven Berryessa                               | Alternativtitel: „Falls The Shadow“ |
| Zombies – An Undead Road Movie                                  | USA                                             | 2014 | Jarret Tarnol                                  | |
| Anger Of The Dead                                               | Italien, Kanada                                 | 2015 | Francesco Picone                               | |
| Bunker of the Dead 3D                                           | Deutschland                                     | 2015 | Matthias Olof Eich                             | Alternativtitel: „Bunker Of The Death“ |
| Contracted: Phase II                                            | USA                                             | 2015 | Josh Forbes                                    | Fortsetzung zu Contracted aus 2013 |
| Dead Rising: Watchtower                                         | USA                                             | 2015 | Zach Lipovsky                                  | Film basiert lose auf dem Videospiel Dead Rising von 2006 |
| Deathgasm                                                       | Neuseeland                                      | 2015 | Jason Lei Howden                               | |
| Ebola Zombies                                                   | Hongkong                                        | 2015 | Samuel Leong                                   | Martial-Arts-Zombiefilm |
| Hidden – Die Angst holt dich ein                                | USA                                             | 2015 | Duffer-Brüder                                  | |
| I Am a Hero                                                     | Japan                                           | 2015 | Shinsuke Satō                                  | |
| JeruZalem                                                       | Israel                                          | 2015 | Doron Paz und Yoav Paz                         | Mit dämonenartigen Zombies, ein Tor zur Hölle öffnet sich in Jerusalem. |
| Kartoffelsalat – Nicht fragen!                                  | Deutschland                                     | 2015 | Michael David Pate                             | Horror-Komödie und Jugendfilm |
| Maggie                                                          | USA                                             | 2015 | Henry Hobson                                   | |
| Me And My Mates vs. The Zombie Apocalypse                       | Australien                                      | 2015 | Declan Shrubb                                  | |
| Navy Seals vs. Zombies                                          | USA                                             | 2015 | Stanton Barrett                                | |
| Night of the Living Deb                                         | USA                                             | 2015 | Kyle Rankin                                    | |
| Scouts vs. Zombies – Handbuch zur Zombie-Apokalypse             | USA                                             | 2015 | Christopher Landon                             | |
| The Farm – Survive the Dead                                     | USA                                             | 2015 | Andrew M. Jackson, Hank Bausch                 | |
| The Rezort                                                      | USA                                             | 2015 | Steve Barker                                   | Alternativtitel: „The Rezort – Willkommen auf Dead Island“ und „The Rezort – Die Zombie-Safari“                                                                                                |
| The Walking Deceased – Die Nacht der lebenden Idioten           | USA                                             | 2015 | Scott Dow                                      | |
| The Way Home                                                    | China                                           | 2015 | Dai Jinyuan                                    | |
| Untöt / Untot: Fear Is a Five Letter Word                       | USA                                             | 2015 | Kris Renkewitz                                 | |
| Volcano Zombies – Die Toten brennen nicht                       | USA                                             | 2015 | Rene Perez                                     | |
| What We Become                                                  | Dänemark                                        | 2015 | Bo Mikkelsen                                   | |
| World War Dead: Rise of the Fallen                              | Vereinigtes Königreich                          | 2015 | Freddie Hutton-Mills, Bart Ruspoli             | |
| Zombie Broadway                                                 | USA                                             | 2015 | Jonas Åkerlund                                 | Zombie-Musical-Film |
| Zombie Fight Club                                               | Taiwan                                          | 2015 | Joe Chien                                      | |
| Zombie Killers: Elephant’s Graveyard                            | USA                                             | 2015 | Harrison Smith                                 | |
| Zombie Massacre 2: Reich of the Dead                            | Italien, Kanada                                 | 2015 | Luca Boni, Marco Ristoni                       | Fortsetzung zu „Zombie Massacre“ |
| Zombie Ninjas vs. Black Ops                                     | Australien                                      | 2015 | Rody Claude                                    | |
| Zombie Shark – The Swimming Dead                                | USA                                             | 2015 | Misty Talley                                   | |
| Zombies of the Living Dead                                      | USA                                             | 2015 | Christian Ackerman                             | |
| Zombies vs. Joe Alien                                           | USA                                             | 2015 | Rocco Nisivoccia                               | |
| Zombieworld                                                     | USA                                             | 2015 | Jesse Baget, Adrián Cardona                    | |
| Angriff der Lederhosenzombies                                   | Österreich                                      | 2016 | Dominik Hartl, Armin Prediger                  | |
| Beyond The Call To Duty – Elite Squad vs. Zombies               | Bosnien und Herzegowina                         | 2016 | Aleksandar Ivicic                              | |
| Daylight’s End                                                  | USA                                             | 2016 | William Kaufman                                | |
| Dead 7 – Sie sind schneller als der Tod                         | USA                                             | 2016 | Danny Roew                                     | |
| Dead Rising: Endgame                                            | USA                                             | 2016 | Pat Williams                                   | Fortsetzung zu Dead Rising: Watchtower aus 2015 |
| Ibiza Undead                                                    | Vereinigtes Königreich                          | 2016 | Andy Edwards                                   | Alternativtitel: „Zombie Spring Breakers“ |
| It Stains the Sands Red                                         | USA                                             | 2016 | Colin Minihan                                  | |
| Miruthan                                                        | Indien                                          | 2016 | Shakti Soundar Rajan                           | |
| Night of Something Strange                                      | USA                                             | 2016 | Jonathan Straiton                              | |
| Pandemic – Fear the Dead                                        | USA                                             | 2016 | John Suits                                     | Großteil des Films ist im Found-Footage-Stil gedreht |
| Rage on Stage                                                   | Deutschland                                     | 2016 | Mark Sternkiker                                | |
| Resident Evil: The Final Chapter                                | USA                                             | 2016 | Paul W. S. Anderson                            | sechster Teil der Videospielverfilmung zur Resident-Evil-Realfilmreihe |
| Seoul Station                                                   | Südkorea                                        | 2016 | Yeon Sang-ho                                   | Animationsfilm, Vorgeschichte zu Train to Busan aus 2016 |
| Still                                                           | USA                                             | 2016 | Carl Timms                                     | Kurzfilm 7 Minuten |
| Stolz und Vorurteil und Zombies                                 | USA                                             | 2016 | Burr Steers                                    | |
| The Digital Dead: Return of the Zombies                         | USA                                             | 2016 | Wendell Cowart                                 | Fortsetzung zu The Digital Dead: Rise of the Zombies aus 2014 |
| The Girl with All the Gifts                                     | Vereinigtes Königreich                          | 2016 | Colm McCarthy                                  | |
| Train to Busan                                                  | Südkorea                                        | 2016 | Yeon Sang-ho                                   | Fortsetzung zu Seoul Station aus 2016 |
| Undead Silence                                                  | USA                                             | 2016 | Ross Gregersen                                 | |
| Viral                                                           | USA                                             | 2016 | Henry Joost, Ariel Schulman                    | |
| Walking Dead In The West: Die neue Grenze des Grauens           | USA                                             | 2016 | Paul Winters                                   | |
| Zombies! – Überlebe die Untoten                                 | USA                                             | 2016 | Hamid Torabpour                                | |
| Zoombies – Der Tag der Tiere ist da!                            | USA                                             | 2016 | Glenn Miller                                   | |
| Anna und die Apokalypse                                         | Vereinigtes Königreich                          | 2017 | John McPhail                                   | Zombie-Musical-Film |
| Cargo                                                           | Australien                                      | 2017 | Ben Howling, Yolanda Ramke                     | |
| Dawning of the Dead – Die Apocalypse beginnt                    | Vereinigtes Königreich                          | 2017 | Tony Jopia                                     | |
| Fetish Factory                                                  | USA                                             | 2017 | Staci Layne Wilson                             | |
| Hostile                                                         | Frankreich                                      | 2017 | Mathieu Turi                                   | |
| Hungrig (Les Affamés)                                           | Kanada                                          | 2017 | Robin Aubert                                   | |
| Kudzu Zombies                                                   | USA                                             | 2017 | Mark Newton                                    | Alternativtitel: „Attack of the Southern Fried Zombies“ |
| Less Than Human                                                 | Dänemark                                        | 2017 | Steffen Bang Lindholm                          | |
| One Cut of the Dead                                             | Japan                                           | 2017 | Shinichiro Ueda                                | |
| Phantasm V – Ravager                                            | USA                                             | 2017 | David Hartman                                  | vierte Fortsetzung der Das-Böse-Reihe |
| Resident Evil: Vendetta                                         | Japan                                           | 2017 | Takanori Tsujimoto                             | vierter Teil der Resident-Evil-Animationsfilmreihe |
| Ted – Ein Zombie zum Verlieben                                  | USA                                             | 2017 | Anne Welles                                    | |
| The Cured: Infiziert. Geheilt. Verstoßen.                       | USA, Irland, Frankreich, Vereinigtes Königreich | 2017 | David Freyne                                   | |
| Zombie Shooter                                                  | USA                                             | 2017 | Mike Cuff, Scott Windhauser                    | Film basiert auf dem Videospiel Dead Trigger |
| Zombieworld: Welcome to the Zombie Party                        | USA                                             | 2017 | Alan Lo                                        | Alternativtitel: „Zombiology – Enjoy Yourself Tonight“ |
| Ahockalypse                                                     | USA                                             | 2018 | Wayne Harry Johnson Jr.                        | |
| Blood Fest                                                      | USA                                             | 2018 | Owen Egerton                                   | |
| Day of the Dead: Bloodline                                      | USA                                             | 2018 | Hèctor Hernández Vicens                        | |
| Deadsight – Du wirst sie nicht sehen                            | Kanada                                          | 2018 | Jesse Thomas Cook                              | |
| Endzeit                                                         | Deutschland                                     | 2018 | Carolina Hellsgård                             | |
| Lost in Apocalypse                                              | China                                           | 2018 | Sky Wang                                       | |
| Office Uprising                                                 | USA                                             | 2018 | Steven C. Miller                               | |
| Operation: Overlord                                             | USA                                             | 2018 | Julius Avery                                   | |
| Patient Zero                                                    | Vereinigtes Königreich                          | 2018 | Stefan Ruzowitzky                              | |
| Rampant                                                         | Südkorea                                        | 2018 | Kim Sung-hoon                                  | |
| Redcon 1 – Army of the Dead                                     | Vereinigtes Königreich                          | 2018 | Chee Keong Cheung                              | |
| The Dark                                                        | Österreich                                      | 2018 | Justin P. Lange, Klemens Hufnagl               | |
| The Night Eats the World                                        | Frankreich                                      | 2018 | Dominique Rocher                               | Film basiert auf dem Buch von Martin Page welches er unter dem Pseudonym Pit Agarmen schrieb                                                                                                   |
| Zombies – Das Musical                                           | USA                                             | 2018 | Paul Hoen                                      | |
| Zoo                                                             | Dänemark, Schweden                              | 2018 | Antonio Tublen                                 | |
| Blood Quantum                                                   | Kanada                                          | 2019 | Jeff Barnaby                                   | |
| Born Dead                                                       | Deutschland                                     | 2019 | Simon Spachmann, Olaf Zanetti                  | Kurzfilm |
| Die Kinder der Toten                                            | Österreich                                      | 2019 | Kelly Copper, Pavol Liska                      | Der Film basiert auf dem gleichnamigen Roman von Elfriede Jelinek. Die Premiere erfolgte im Rahmen der Internationalen Filmfestspiele Berlin wo er mit dem FIPRESCI-Preis ausgezeichnet wurde. |
| Doom: Die Vernichtung                                           | USA                                             | 2019 | Tony Giglio                                    | Fortsetzung zu Doom – Der Film aus 2005 |
| Eat Brains Love                                                 | USA                                             | 2019 | Rodman Flender                                 | |
| Friedhof der Kuscheltiere                                       | USA                                             | 2019 | Kevin Kölsch, Dennis Widmyer                   | |
| Gimyohan Gajok                                                  | Südkorea                                        | 2019 | Lee Min-jae                                    | |
| Hitman Undead                                                   | Thailand                                        | 2019 | Wych Kaosayananda                              | |
| Infection                                                       | Venezuela                                       | 2019 | Flavio Pedota                                  | |
| Little Monsters                                                 | USA, Australien, Vereinigtes Königreich         | 2019 | Abe Forsythe                                   | |
| Nutshot                                                         | Schweiz                                         | 2019 | Heiko Muuss                                    | |
| School-Live!                                                    | Japan                                           | 2019 | Issei Shibata                                  | |
| Shed Of The Dead                                                | Vereinigtes Königreich                          | 2019 | Drew Cullingham                                | |
| The Dead Don’t Die                                              | USA                                             | 2019 | Jim Jarmusch                                   | |
| When the Fever Breaks                                           | USA                                             | 2019 | Tymaine Clay                                   | |
| Yummy                                                           | Belgien                                         | 2019 | Lars Damoiseaux                                | |
| Zombi Child                                                     | Frankreich                                      | 2019 | Bertrand Bonello                               | |
| Zombie Bro                                                      | Australien                                      | 2019 | May Grehan                                     | |
| Zombie Tidal Wave                                               | USA, Thailand                                   | 2019 | Anthony C. Ferrante                            | der Film ist eine US-amerikanische Produktion, wurde aber komplett in Thailand gedreht |
| Zombieland: Doppelt hält besser                                 | USA                                             | 2019 | Ruben Fleischer                                | Fortsetzung zu Zombieland aus 2009 |
| Zombiesthaan                                                    | Indien                                          | 2019 | Abhirup Ghosh                                  | |
| Zoombies 2 – Die Rache der Tiere                                | USA                                             | 2019 | Glenn Miller                                   | Fortsetzung zu Zoombies – Der Tag der Tiere ist da! aus 2016 |
| #amLeben                                                        | Südkorea                                        | 2020 | Il Cho                                         | |
| American Zombieland – Angriff der Fettarsch Zombies             | USA                                             | 2020 | George Bennett                                 | |
| Asylum – Twisted Horror and Fantasy Tales                       | Argentinien, Neuseeland                         | 2020 | Nicolas Onetti                                 | Episodenfilm an dem insgesamt 12 Regisseure beteiligt waren, unter anderem Nicolas Onetti |
| Der Fluch der reitenden Leichen – Die Rückkehr der Tempelritter | Italien                                         | 2020 | Raffaele Picchio                               | |
| Inmate Zero                                                     | Vereinigtes Königreich                          | 2020 | Russell Owen                                   | |
| Live or Let Die                                                 | Deutschland                                     | 2020 | Manuel Urbaneck                                | |
| Malnazidos – Im Tal der Toten                                   | Spanien                                         | 2020 | Alberto de Toro Ruiz Caldera                   | |
| Peninsula                                                       | Südkorea                                        | 2020 | Yeon Sang-ho                                   | Fortsetzung zu Train to Busan aus 2016 |
| Realnye pacany protiv zombi                                     | Russland                                        | 2020 | Zhanna Kadnikova                               | |
| Sky Sharks                                                      | Deutschland                                     | 2020 | Marc Fehse                                     | Tierhorror (Zombiehaie) |
| Stay Alive – Überleben um jeden Preis                           | USA                                             | 2020 | Johnny Martin                                  | die Zombies werden Screamers genannt und können sprechen |
| Strain 100 – The End of Days                                    | USA                                             | 2020 | Hassan Hussein                                 | |
| The Clearing – Armee der lebenden Toten                         | USA                                             | 2020 | David Matalon                                  | |
| Zombi Ritual                                                    | Deutschland                                     | 2020 | Alexander Franz                                | 52-minütiger Amateurfilm |
| Zombie Crush in Heyri                                           | Südkorea                                        | 2020 | Hyun-Sang Jang                                 | |
| Zombies 2 – Das Musical                                         | USA                                             | 2020 | Paul Hoen                                      | Fortsetzung zu Zombies – Das Musical aus 2018 |

## Seit 2021
| Filmtitel                                      | Land                                     | Jahr | Regisseur                                            | Anmerkung |
| ---------------------------------------------- | ---------------------------------------- | ---- | ---------------------------------------------------- | --- |
| Army of the Dead                               | USA                                      | 2021 | Zack Snyder                                          | |
| Brain Freeze                                   | Kanada                                   | 2021 | Julien Knafo                                         | |
| Creatures                                      | Mexiko, Neuseeland                       | 2021 | Tony Jopia                                           | |
| Night of the Animated Dead                     | USA                                      | 2021 | Jason Axinn                                          | Animations-Remake von George A. Romeros Die Nacht der lebenden Toten |
| Pussycake – Monster, Musik und Gore!           | Argentinien                              | 2021 | Pablo Parés                                          | die Zombies sprühen einen Strahl weißen Schleims in die Gesichter ihrer Opfer |
| Resident Evil: Welcome to Raccoon City         | USA, Deutschland, Vereinigtes Königreich | 2021 | Johannes Roberts                                     | Reboot der Resident-Evil-Realfilmreihe |
| The Manson Brothers: Midnight Zombie Massacre  | USA                                      | 2021 | Max Martini                                          | |
| The Sadness                                    | Taiwan                                   | 2021 | Rob Jabbaz                                           | |
| Wyrmwood: Apocalypse                           | Australien                               | 2021 | Kiah Roache-Turner                                   | Fortsetzung zu Wyrmwood aus 2014 |
| Zombie Reddy                                   | Indien                                   | 2021 | Prasanth Varma                                       | |
| Among the Living                               | Vereinigtes Königreich                   | 2022 | Rob Worsey                                           | |
| Born Dead II                                   | Deutschland                              | 2022 | Simon Spachmann                                      | Kurzfilm 21-minütiger Kurzfilm, Fortsetzung zu Born Dead aus 2019, die letzten 3 Minuten des Abspanns sind ein 3-minütiges Making-of der Special Effects                            |
| Dead Zone Z                                    | USA                                      | 2022 | Hank Braxtan                                         | |
| Elles                                          | Kanada                                   | 2022 | Lydie Manzano                                        | 17-minütiger Kurzfilm Film hat verschiedene Awards gewonnen |
| Final Cut of the Dead                          | USA                                      | 2022 | Michel Hazanavicius                                  | Neuverfilmung von One Cut of the Dead (2017) |
| Johnny Z                                       | USA                                      | 2022 | Jonathan Straiton                                    | |
| Mad Heidi                                      | Schweiz                                  | 2022 | Johannes Hartmann, Sandro Klopfstein                 | Schweizer Splatter-Trash-Komödie mit Käse-Zombies |
| MexZombies                                     | Mexiko                                   | 2022 | Chava Cartas                                         | |
| Nackt unter Zombies                            | Deutschland                              | 2022 | Jochen Taubert                                       | |
| The Loneliest Boy in the World                 | Vereinigtes Königreich                   | 2022 | Martin Owen                                          | |
| Visitor from the Future (Le visiteur du futur) | Belgien, Frankreich                      | 2022 | François Descraques                                  | die Zombies in dieser post-apokalyptischen Komödie werden zwar Zombies genannt, sind aber nur Neben-Darsteller und bekommen keine Möglichkeit Menschen zu fressen                   |
| Zombie                                         | Ägypten                                  | 2022 | Amr Salah                                            | |
| Zombies 3 – Das Musical                        | USA                                      | 2022 | Paul Hoen                                            | zweite Fortsetzung zu Zombies – Das Musical aus 2018 |
| All You Need Is Blood                          | USA                                      | 2023 | Cooper Roberts                                       | |
| End Times – Tag der Abrechnung                 | USA                                      | 2023 | Jim Towns                                            | |
| Gangnam Zombie                                 | Südkorea                                 | 2023 | Soo Sung Lee                                         | |
| Resident Evil: Death Island                    | Japan                                    | 2023 | Eiichirō Hasumi                                      | fünfter Teil der Resident-Evil-Animationsfilmreihe |
| We Are Zombies                                 | Kanada, Frankreich                       | 2023 | François Simard, Anouk Whissell, Yoann-Karl Whissell | |
| Zom 100: Bucket List of the Dead               | Japan                                    | 2023 | Yûsuke Ishida                                        | |
| Zombie Town                                    | USA                                      | 2023 | Peter Lepeniotis                                     | |
| Apokalypse Z: Der Anfang vom Ende              | Spanien                                  | 2024 | Carles Torrens                                       | Film basiert auf der Roman-Reihe von Manel Loureiro |
| Festival Of the Living Dead                    | USA                                      | 2024 | Jen und Sylvia Soska                                 | |
| Handling the Undead                            | Norwegen                                 | 2024 | Thea Hvistendahl                                     | |
| Lisa Frankenstein                              | USA                                      | 2024 | Zelda Williams                                       | |
| MadS – Im Rausch der Nacht                     | Frankreich                               | 2024 | David Moreau                                         | |
| Outside                                        | Philippinen                              | 2024 | Carlo Ledesma                                        | |
| V/H/S/Beyond                                   | USA                                      | 2024 | Justin Long                                          | Episodenfilm im Found Footage-Stil an dem insgesamt 7 Regisseure beteiligt waren, unter anderem Justin Long. Ausschließlich in der ersten Episode erscheinen Zombie-ähnliche Wesen. |
| We Bury the Dead                               | Frankreich                               | 2024 | Zak Hilditch                                         | |
| 28 Years Later                                 | USA, Vereinigtes Königreich              | 2025 | Danny Boyle                                          | Film ist die Fortsetzung zu 28 Days Later aus 2002 und 28 Weeks Later aus 2007 |
| Silent Zone                                    | Ungarn                                   | 2025 | Peter Deak                                           | |
| Ziam                                           | Thailand                                 | 2025 | Kulp Kaljareuk                                       | |
| Zombies 4: Dawn of the Vampires                | USA                                      | 2025 | Paul Hoen                                            | dritte Fortsetzung zu Zombies – Das Musical aus 2018 |

## Fernsehserien
| Filmtitel                           | Land                   | Jahr       | Regisseur | Anmerkung |
| ----------------------------------- | ---------------------- | ---------- | --- | --------- |
| Batman und Robin                    | USA                    | 1943       | 15-teilige Batman-Serie um einen verrückten Wissenschaftler, der Menschen in Zombies verwandelt.                                       |           |
| Geschichten aus der Gruft           | USA                    | 1988–1995  | Neben dem Cryptkeeper handeln einige Episoden auch von Zombies                                                                         |           |
| Hospital der Geister                | Dänemark               | 1994, 1997 | Miniserie von Lars von Trier |           |
| Buffy – Im Bann der Dämonen         | USA                    | 1997–2003  | In einzelnen Episoden tauchen Zombies auf                                                                                              |           |
| Angel – Jäger der Finsternis        | USA                    | 1999–2004  | In einzelnen Episoden tauchen Zombies auf                                                                                              |           |
| Zombie-Loan                         | Japan                  | 2007       | 13-teilige Animeserie |           |
| Dead Set                            | Vereinigtes Königreich | 2008       | Miniserie, in der eine Art Big-Brother-Haus die letzte zombiefreie Zone ist                                                            |           |
| Fear Itself                         | USA                    | 2008       | 13-teilige Fernsehserie im Horrorgenre; in einzelnen Episoden tauchen Zombies auf                                                      |           |
| Shikabane Hime                      | Japan                  | 2008–2009  | Anime-Serie |           |
| Star Wars: The Clone Wars           | USA                    | 2009, 2012 | In mehreren Folgen der Serie tauchen Zombies auf                                                                                       |           |
| Woke Up Dead                        | USA                    | 2009       | Webserie um einen jungen Mann, der als Zombie aufwacht                                                                                 |           |
| Misfits                             | Vereinigtes Königreich | 2011       | In Episode 3x07 werden Zombies durch eine Superkraft erschaffen                                                                        |           |
| Highschool of the Dead              | Japan                  | 2010       | Anime-Serie |           |
| Smallville                          | USA                    | 2010       | In Folge 9x03 wird eine Art Zombie-Virus in Metropolis freigesetzt                                                                     |           |
| The Walking Dead                    | USA                    | 2010–2022  | Adaption der gleichnamigen Comics von Robert Kirkman                                                                                   |           |
| Being Human                         | Vereinigtes Königreich | 2011       | In Episode 3x03 taucht mit Sasha ein Zombie auf                                                                                        |           |
| Kore wa Zombie Desu ka?             | Japan                  | 2011–2012  | Anime-Serie |           |
| Death Valley                        | USA                    | 2011       | Serie über Untote (Zombies, Werwölfe und Vampire)                                                                                      |           |
| Game of Thrones                     | USA                    | 2011–2019  | Die weißen Wanderer erwecken die Toten und ziehen mit ihnen gegen die Lebenden in den Krieg                                            |           |
| Sankarea                            | Japan                  | 2012       | Anime-Serie, Genremix mit romantischer Komödie                                                                                         |           |
| Being Human                         | USA                    | 2013       | In Folge 3x10 wird ein Hauptcharakter zum Zombie                                                                                       |           |
| In the Flesh                        | Vereinigtes Königreich | 2013–2014  | Britische Serie, mit besonderem Fokus auf die Wiedereingliederung der PDSs (Partially Deceased Syndrome sufferers) in die Gesellschaft |           |
| Z Nation                            | USA                    | 2014–2018  | postapokalyptisch |           |
| Fear the Walking Dead               | USA                    | 2015–2023  | Ableger von The Walking Dead |           |
| iZombie                             | USA                    | 2015–2019  | Erstverwandlung in Zombies durch eine Droge                                                                                            |           |
| Zombie Land Saga                    | Japan                  | 2018       | Animeserie, die eine Gruppe junger Idolmädchen, die als Zombies reanimiert wurden, begleitet.                                          |           |
| Kingdom                             | Südkorea               | 2019–2021  | Spielt im mittelalterlichem Korea |           |
| Black Summer                        | USA                    | 2019–2021  | |           |
| Jack, der Monsterschreck            | USA, Kanada            | 2019–2021  | Zeichentrickserie, postapokalyptisch                                                                                                   |           |
| Daybreak                            | USA                    | 2019       | Nur die Erwachsenen werden zu Zombies                                                                                                  |           |
| The Walking Dead: World Beyond      | USA                    | 2020–2021  | Weiterer Ableger von The Walking Dead                                                                                                  |           |
| Zombety                             | Kasachstan             | Seit 2020  | Zombies tauchen auf nach einer weltweiten Epidemie                                                                                     |           |
| The Bite                            | USA                    | 2021       | Während der COVID-19-Pandemie verwandelt eine neue Virusmutation in Zombies                                                            |           |
| The Walking Dead: Daryl Dixon       | USA                    | seit 2023  | Weiterer Ableger von The Walking Dead                                                                                                  |           |
| The Walking Dead: Dead City         | USA                    | seit 2023  | Weiterer Ableger von The Walking Dead                                                                                                  |           |
| The Walking Dead: The Ones Who Live | USA                    | 2024       | Weiterer Ableger von The Walking Dead                                                                                                  |           |
| Generation Z                        | Vereinigtes Königreich | 2024       | nur Senioren mutieren zu sprech- und denkfähigen Zombies, von ihnen gebissene Menschen verwandeln sich aber ebenfalls in Zombies       |           |
| Zombies: The Re-Animated Series     | USA                    | 2024       | die Geschichte der Animations-Serie spielt direkt nach Zombies 3 – Das Musical                                                         |           |
| Newtopia                            | Südkorea               | 2025       | |           |

## Werbespots
- 2010: Deliver Me to Hell – Interaktive Werbespotserie eines neuseeländischen Pizza-Lieferservice
- 2011: Zombie Proof Steel Buildings – Werbe-Kurzfilm eines US-amerikanischen Herstellers von Fertighallen[12]